# Liga de Campeones de la AFC 2022
La Liga de Campeones de la AFC 2022 fue la 41.ª edición del torneo de fútbol a nivel del clubes más importante de Asia, organizado por la Confederación Asiática de Fútbol (AFC) y la 20.ª edición bajo el formato de Liga de Campeones de la AFC.
El torneo comenzó con la fase preliminar que se realizó entre el 8 y 15 de marzo de 2022, la fase de grupos inició el 15 de abril de 2022 y culminó con la final el 6 de mayo de 2023, Urawa Red Diamonds de Japón derrotó 2-1 a Al-Hilal Saudí en el marcador global y logró su tercer título.
El campeón clasificó automáticamente a la Liga de Campeones de la AFC 2023-24, entrando a la ronda de play-offs, dado que no estuvo clasificado mediante su liga local. También clasificó a la Copa Mundial de Clubes de la FIFA 2023.

## Asignación geográfica de equipos por asociación
El Comité de Competiciones de la AFC propuso una renovación de las competiciones de clubes de la AFC el 25 de enero de 2014, que fue ratificado por el Comité Ejecutivo de la AFC el 16 de abril de 2014, Las 46 asociaciones miembro (excluyendo a la asociación miembro Islas Marianas del Norte) se clasifican en función del rendimiento de su selección nacional y clubes en los últimos cuatro años en competiciones de la AFC, con la asignación de cupos para las ediciones 2017 y 2018 de las competiciones de clubes de la AFC determinados por el ranking del 2016 (Manual de Ingreso Artículo 2.2):
- Las Asociaciones miembro fueron divididas en dos zonas:
  - Zona Oeste (25 asociaciones): Oeste (WAFF) (12 asociaciones), Centro (CAFA) (6 asociaciones), Sur (SAFF) (7 asociaciones).
  - Zona Este (22 asociaciones): Sudeste (AFF) (12 asociaciones), Este (EAFF) (10 asociaciones).
- Cada Zona tuvo 4 grupos con 12 cupos directos y 4 provenientes de las Fases Clasificatorias.
- El top 12 de cada zona según los rankings de la AFC fue elegible para ingresar a la Liga de Campeones de la AFC, siempre que cumplían con los criterios de la Liga de Campeones de la AFC.
- El top 6 de cada zona tuvo cupos directos y las otras 6 asociaciones solo cupos a las Fases Clasificatorias

El top 6 de cada zona obtuvo al menos un cupo directo en la fase de grupos, mientras que las asociaciones restantes solo obtuvieron cupos de play-off (así como cupos de la fase de grupos de la Copa AFC):
- - Las Asociaciones Miembro 1 y 2 del ranking de cada zona recibieron 3 cupos a fase de grupos y 1 a Play-off.
  - Las Asociaciones Miembro 3 y 4 del ranking de cada zona recibieron 2 cupos a Fase de grupos y 2 a Play-off.
  - La Asociación Miembro 5 del ranking de cada zona recibió un cupo a fase de grupos y 2 a Play-off.
  - La Asociación Miembro 6 del ranking de cada zona recibió un cupo a fase de grupos y 1 a Play-off.
  - Las Asociaciones Miembros 7 a 10 de cada zona recibió un cupo a fase de grupos.
  - Las Asociaciones Miembros 11 y 12 del ranking de cada zona recibieron un cupo a Play-off.
- El número máximo de cupos para cada asociación fue un tercio del total de equipos elegibles en la primera división.
- Si una asociación desistía de sus cupos directos, estos se redistribuyeron a la asociación elegible más alta, con cada asociación limitada a un máximo de tres cupos directos.
- Si una asociación desistía de sus cupos en las Fases clasificatorias, estos se anulaban y no se redistribuían a ninguna otra asociación.

Para la Liga de Campeones de la AFC 2022, las asociaciones tuvieron cupos asignados según el ranking de asociaciones publicado el 29 de noviembre de 2019, que tiene en cuenta su actuación en la Liga de Campeones de la AFC y la Copa AFC, así como en la Clasificación mundial de la FIFA de su equipo nacional, durante el período comprendido entre 2016 y 2019.
| Participación en la Liga de Campeones de la AFC 2022 | Participación en la Liga de Campeones de la AFC 2022 |
| ---------------------------------------------------- | ---------------------------------------------------- |
|                                                      | Participante                                         |
|                                                      | No participante                                      |

| Fase de grupos | Play-off |                        |        |    |   |
| Fase de grupos | Play-off | Región                 | AFC    |    |   |
| 1              | 2        | Catar                  | 97.644 | 4  | 0 |
| 2              | 4        | Arabia Saudita         | 88.449 | 3  | 1 |
| 3              | 6        | Irán                   | 81.724 | 2  | 0 |
| 4              | 7        | Emiratos Árabes Unidos | 61.870 | 2  | 2 |
| 5              | 9        | Irak                   | 48.992 | 1  | 1 |
| 6              | 10       | Uzbekistán             | 45.562 | 1  | 1 |
| 7              | 12       | Jordania               | 33.852 | 1  | 0 |
| 8              | 15       | India                  | 29.576 | 1  | 0 |
| 9              | 17       | Tayikistán             | 28.361 | 1  | 0 |
| 10             | 20       | Turkmenistán           | 26.532 | 1  | 0 |
| 11             | 21       | Líbano                 | 24.746 | 0  | 0 |
| 12             | 22       | Siria                  | 22.505 | 0  | 1 |
| Total          | Total    | Total                  | Total  | 17 |   |
| Total          | Total    | Total                  | Total  | 17 | 6 |
| Total          | Total    | Total                  | Total  | 23 |   |

| Fase de grupos | Play-off |                 |         |    |   |
| Fase de grupos | Play-off | Región          | AFC     |    |   |
| 1              | 1        | China           | 100.000 | 3  | 1 |
| 2              | 3        | Japón           | 93.321  | 3  | 1 |
| 3              | 5        | Corea del Sur   | 85.979  | 2  | 2 |
| 4              | 8        | Tailandia       | 51.189  | 2  | 2 |
| 5              | 11       | Australia       | 40.896  | 1  | 2 |
| 6              | 13       | Filipinas       | 32.130  | 1  | 1 |
| 7              | 14       | Corea del Norte | 30.100  | 0  | 0 |
| 8              | 16       | Vietnam         | 28.571  | 1  | 0 |
| 9              | 18       | Malasia         | 26.960  | 1  | 0 |
| 10             | 19       | Singapur        | 26.607  | 1  | 0 |
| 11             | 23       | Hong Kong       | 19.945  | 1  | 0 |
| 12             | 24       | Birmania        | 12.756  | 0  | 0 |
| Total          | Total    | Total           | Total   | 16 |   |
| Total          | Total    | Total           | Total   | 16 | 9 |
| Total          | Total    | Total           | Total   | 25 |   |

## Equipos participantes
En la siguiente tabla, el número de torneos disputados (T. D.) y última aparición (U. A.), cuentan solo aquellas participaciones desde la temporada 2002-03 (incluyendo rondas de clasificación), cuando la competencia inicio el formato de Liga de Campeones de la AFC. CV: Campeón vigente.
| Club              | Método de clasificación                                      | T. D. (U. A.) |
| ----------------- | ------------------------------------------------------------ | ------------- |
| Al-Sadd           | Campeón de la Stars League de Catar 2020-21                  | 17 (2021)     |
| Al-Duhail         | Subcampeón de la Stars League de Catar 2020-21               | 11 (2021)     |
| Al-Rayyan         | Tercer lugar de la Stars League de Catar 2020-21             | 12 (2021)     |
| Al-Gharafa        | Cuarto lugar de la Stars League de Catar 2020-21             | 12 (2021)     |
| Al-Hilal SaudíCV  | Campeón de la Liga Profesional Saudí 2020-21                 | 18 (2021)     |
| Al-Faisaly        | Campeón de la Copa del Rey de Campeones 2020-21              | 1             |
| Al-Shabab         | Subcampeón de la Liga Profesional Saudí 2020-21              | 10 (2015)     |
| Foolad            | Campeón de la Copa Hazfi 2021                                | 5 (2021)      |
| Sepahan           | Subcampeón de la Iran Pro League 2020-21                     | 13 (2020)     |
| Al-Jazira         | Campeón de la Liga Árabe del Golfo 2020-21                   | 11 (2018)     |
| Shabab Al-Ahli    | Campeón de la Copa Presidente de E. A. U. 2020-21            | 10 (2021)     |
| Al Quwa Al Jawiya | Campeón de la Liga Premier de Irak 2020-21                   | 6 (2021)      |
| Pajtakor Tashkent | Campeón de la Super Liga de Uzbekistán 2021                  | 18 (2021)     |
| Al-Wehdat         | Subcampeón de la Liga Premier de Jordania 2021               | 7 (2021)      |
| Mumbai City       | Campeón de la ronda regular de la Superliga de India 2020-21 | 1             |
| Istiklol          | Campeón de la Liga de Fútbol de Tayikistán 2021              | 4 (2021)      |
| Ahal              | Subcampeón de la Liga Superior de Turkmenistán 2021          | 1             |

| Club       | Método de clasificación                           | T. D. (U. A.) |
| ---------- | ------------------------------------------------- | ------------- |
| Al-Taawoun | Cuarto lugar de la Liga Profesional Saudí 2020-21 | 3 (2020)      |
| Baniyas    | Subcampeón de la Liga Árabe del Golfo 2020-21     | 3 (2014)      |
| Sarja      | Cuarto lugar de la Liga Árabe del Golfo 2020-21   | 5 (2021)      |
| Al-Zawraa  | Subcampeón de la Liga Premier de Irak 2020-21     | 7 (2021)      |
| Nasaf      | Campeón de la Copa de Uzbekistán 2021             | 6 (2017)      |
| Al-Jaish   | Subcampeón de la Liga Premier de Siria 2020-21    | 3 (2005)      |

| Club                   | Método de clasificación                                | T. D. (U. A.) |
| ---------------------- | ------------------------------------------------------ | ------------- |
| Shandong Taishan       | Campeón de la Superliga de China 2021                  | 10 (2019)     |
| Shanghái Port          | Subcampeón de la Superliga de China 2021               | 7 (2021)      |
| Guangzhou              | Tercer lugar de la Superliga de China 2021             | 11 (2021)     |
| Kawasaki Frontale      | Campeón de la J1 League 2021                           | 9 (2021)      |
| Urawa Red Diamonds     | Campeón de la Copa del Emperador 2021                  | 8 (2019)      |
| Yokohama F. Marinos    | Subcampeón de la J1 League 2021                        | 5 (2020)      |
| Jeonbuk Hyundai Motors | Campeón de la K League 1 2021                          | 15 (2021)     |
| Jeonnam Dragons        | Campeón de la Copa de Corea del Sur 2021               | 3 (2008)      |
| BG Pathum United       | Campeón de la Liga de Tailandia 2020-21                | 3 (2021)      |
| Chiangrai United       | Campeón de la Copa FA de Tailandia 2020-21             | 5 (2021)      |
| Melbourne City         | Ganador de la temporada regular de la A-League 2020-21 | 1             |
| United City            | Representante de la Philippines Football League        | 5 (2021)      |
| Hoàng Anh Gia Lai      | Representante de la V.League 1                         | 3 (2005)      |
| Johor Darul Takzim     | Campeón de la Superliga de Malasia 2021                | 8 (2021)      |
| Lion City Sailors      | Campeón de la Liga Premier de Singapur 2021            | 3 (2019)      |
| Kitchee                | Campeón de la Liga Premier de Hong Kong 2020-21        | 7 (2021)      |

| Club              | Método de clasificación                      | T. D. (U. A.) |
| ----------------- | -------------------------------------------- | ------------- |
| Vissel Kobe       | Tercer lugar de la J1 League 2021            | 2 (2020)      |
| Ulsan Hyundai     | Subcampeón de la K League 1 2021             | 10 (2021)     |
| Daegu             | Tercer lugar de la K League 1 2021           | 3 (2021)      |
| Buriram United    | Subcampeón de la Liga de Tailandia 2020-21   | 10 (2020)     |
| Port              | Tercer lugar de la Liga de Tailandia 2020-21 | 3 (2021)      |
| Melbourne Victory | Campeón de la FFA Cup 2021                   | 9 (2020)      |

| Club   | Método de clasificación                                      | T. D. (U. A.) |
| ------ | ------------------------------------------------------------ | ------------- |
| Sydney | Segundo lugar de la temporada regular de la A-League 2020-21 | 7 (2019)      |
| Kaya   | Campeón de la Copa Paulino Alcántara 2021                    | 2 (2021)      |

## Calendario
El calendario de la competición estuvo establecido de la siguiente manera.
| Etapa               | Ronda             | Fecha de sorteo                                  | Ida                                                           | Vuelta                                                        |
| ------------------- | ----------------- | ------------------------------------------------ | ------------------------------------------------------------- | ------------------------------------------------------------- |
| Fase clasificatoria | Ronda preliminar  | —                                                | 8 de marzo de 2022                                            | 8 de marzo de 2022                                            |
| Fase clasificatoria | Ronda de play-off | —                                                | 15 de marzo de 2022                                           | 15 de marzo de 2022                                           |
| Fase de grupos      | Jornada 1         | 17 de enero de 2022                              | 7-8 de abril de 2022 (O), 15-16 de abril de 2022 (E)          | 7-8 de abril de 2022 (O), 15-16 de abril de 2022 (E)          |
| Fase de grupos      | Jornada 2         | 17 de enero de 2022                              | 10-11 de abril de 2022 (O), 18-19 de abril de 2022 (E)        | 10-11 de abril de 2022 (O), 18-19 de abril de 2022 (E)        |
| Fase de grupos      | Jornada 3         | 17 de enero de 2022                              | 14-15 de abril de 2022 (O), 21-22 de abril de 2022 (E)        | 14-15 de abril de 2022 (O), 21-22 de abril de 2022 (E)        |
| Fase de grupos      | Jornada 4         | 17 de enero de 2022                              | 18-19 de abril de 2022 (O), 24-25 de abril de 2022 (E)        | 18-19 de abril de 2022 (O), 24-25 de abril de 2022 (E)        |
| Fase de grupos      | Jornada 5         | 17 de enero de 2022                              | 22-23 de abril de 2022 (O), 27-28 de abril de 2022 (E)        | 22-23 de abril de 2022 (O), 27-28 de abril de 2022 (E)        |
| Fase de grupos      | Jornada 6         | 17 de enero de 2022                              | 26-27 de abril de 2022 (O), 30 de abril-1 de mayo de 2022 (E) | 26-27 de abril de 2022 (O), 30 de abril-1 de mayo de 2022 (E) |
| Fase final          | Octavos de final  | 17 de enero de 2022                              | 19-20 de febrero de 2023 (O), 18-19 de agosto de 2022 (E)     | 19-20 de febrero de 2023 (O), 18-19 de agosto de 2022 (E)     |
| Fase final          | Cuartos de final  | E: 20 de agosto de 2022 O: 21 de febrero de 2023 | 23 de febrero de 2023 (O), 22 de agosto de 2022 (E)           | 23 de febrero de 2023 (O), 22 de agosto de 2022 (E)           |
| Fase final          | Semifinales       | E: 20 de agosto de 2022 O: 21 de febrero de 2023 | 26 de febrero de 2023 (O), 25 de agosto de 2022 (E)           | 26 de febrero de 2023 (O), 25 de agosto de 2022 (E)           |
| Fase final          | Final             | E: 20 de agosto de 2022 O: 21 de febrero de 2023 | 29 de abril de 2023                                           | 6 de mayo de 2023                                             |

## Sorteo
El sorteo de la Fase de grupos se celebró el 17 de enero de 2022 a las 14:00 MYT (UTC+8), en la sede de la AFC en Kuala Lumpur, Malasia. Los 40 equipos se dividieron en diez grupos de cuatro: cinco grupos cada uno en la Zona Oeste (Grupos A-E) y la Zona Este (Grupos F-J). Los equipos de una misma asociación no se pueden incluir en el mismo grupo. Los equipos se asignaron en bombos y se colocaron en las posiciones relevantes dentro de cada grupo en consideración al equilibrio técnico entre los mismos. CV: Campeón vigente.
| Bombo   | Bombo 1                                                       | Bombo 2                                                         | Bombo 3                                                         | Bombo 4                                                                             |
| ------- | ------------------------------------------------------------- | --------------------------------------------------------------- | --------------------------------------------------------------- | ----------------------------------------------------------------------------------- |
| Equipos | - Al-Sadd - Al-Hilal SaudíCV - Foolad - Al-Jazira - Al-Duhail | - Al-Faisaly - Sepahan - Shabab Al-Ahli - Al-Rayyan - Al-Shabab | - Pajtakor Tashkent - Al-Wehdat - Mumbai City - Istiklol - Ahal | - Al Quwa Al Jawiya - Al-Gharafa - Ganador PO 1.1 - Ganador PO 1.2 - Ganador PO 1.3 |

| Bombo   | Bombo 1                                                                                            | Bombo 2                                                                                     | Bombo 3                                                                              | Bombo 4                                                                              |
| ------- | -------------------------------------------------------------------------------------------------- | ------------------------------------------------------------------------------------------- | ------------------------------------------------------------------------------------ | ------------------------------------------------------------------------------------ |
| Equipos | - Shandong Taishan - Kawasaki Frontale - Jeonbuk Hyundai Motors - BG Pathum United - Shanghái Port | - Urawa Red Diamonds - Jeonnam Dragons - Chiangrai United - Guangzhou - Yokohama F. Marinos | - United City - Kitchee - Hoàng Anh Gia Lai - Johor Darul Takzim - Lion City Sailors | - Melbourne City - Ganador PO 2.1 - Ganador PO 2.2 - Ganador PO 2.3 - Ganador PO 2.4 |

## Fase clasificatoria
En la Fase clasificatoria, cada eliminatoria se jugó como un partido único. Prórroga y tanda de penaltis se utilizaron para decidir el ganador si era necesario.
El cuadro de la Fase clasificatoria para cada región se determinó en función de la clasificación de la asociación de cada equipo, con el equipo de la asociación de mayor clasificación como anfitrión del partido. Los equipos de la misma asociación no se podían colocar en la misma eliminatoria. Los siete ganadores de la Ronda de play-off (tres de la Región Oeste y cuatro en la Región Este) avanzaron a la Fase de grupos para completar a los 32 participantes directos.

### Ronda preliminar
- Un total de dos clubes ingresaron a la Ronda preliminar.
- Partido el 8 de marzo de 2022.
| Equipo 1          | Resultado | Equipo 2    |
| ----------------- | --------- | ----------- |
| Melbourne Victory | w/o       | Shan United |
| Sydney            | 5–0       | Kaya        |

### Ronda de play-off
- Un total de 12 equipos jugaron en la Ronda de play-off: 12 equipos entraron en esta ronda.
- Partidos el 15 de marzo de 2022.
- Changchun Yatai se retiró antes de iniciar el torneo, la AFC decidió cancelar el partido de play-off correspondiente y el ganador de la Fase preliminar entre Sydney y Kaya se clasificó para la Fase de grupos.
| Equipo 1   | Resultado | Equipo 2  |
| ---------- | --------- | --------- |
| Al-Taawoun | 1–1 (5–4) | Al-Jaish  |
| Baniyas    | 0–2       | Nasaf     |
| Sarja      | 1–1 (6–5) | Al-Zawraa |

| Equipo 1      | Resultado   | Equipo 2          |
| ------------- | ----------- | ----------------- |
| Vissel Kobe   | 4–3 (t. s.) | Melbourne Victory |
| Ulsan Hyundai | 3–0         | Port              |
| Daegu         | 1–1 (3–2)   | Buriram United    |

## Fase de grupos
Los 40 equipos se dividieron en diez grupos de cuatro: cinco grupos cada uno en la Zona Oeste (Grupos A-E) y la Zona Este (Grupos F-J).
Criterios de desempate
Los equipos se clasificarán por puntos (3 puntos por una victoria, un punto por un empate, 0 puntos por una derrota). En caso de empate a puntos, los desempates se aplicarán en el siguiente orden (Artículo 8.3 del reglamento):
1. Puntos en partidos cara a cara entre equipos empatados;
2. Diferencia de goles en partidos cara a cara entre equipos empatados;
3. Goles anotados en partidos cara a cara entre equipos empatados;
4. Goles de visitante anotados en partidos cara a cara entre equipos empatados; (No se aplicó ya que los partidos se jugaron en una sede centralizada o neutral).
5. Si más de dos equipos estaban empatados, y después de aplicar todos los criterios de cara a cara anteriores, si un subconjunto de equipos todavía estaba empatado, todos los criterios de cara a cara anteriores se volvieron a aplicar exclusivamente a este subconjunto de equipos;
6. Diferencia de goles en todos los partidos de grupo;
7. Goles anotados en todos los partidos del grupo;
8. Tanda de penaltis si solamente dos equipos que se enfrentaban en la última fecha del grupo estuvieran empatados;
9. Puntos disciplinarios (tarjeta amarilla = 1 punto, tarjeta roja como resultado de dos tarjetas amarillas = 3 puntos, tarjeta roja directa = 3 puntos, tarjeta amarilla seguida de tarjeta roja directa = 4 puntos);
10. Ranking AFC de la asociación.

### Grupo A
| Pos. | Equipo         | Pts. | PJ | G | E | P | GF | GC | Dif. | Clasificación    |     | HIL | RAY | SAR | ITK |
| ---- | -------------- | ---- | -- | - | - | - | -- | -- | ---- | ---------------- | --- | --- | --- | --- | --- |
| 1    | Al-Hilal Saudí | 13   | 6  | 4 | 1 | 1 | 10 | 5  | +5   | Octavos de final |     | —   | 0–2 | 2–1 | 1–0 |
| 2    | Al-Rayyan      | 13   | 6  | 4 | 1 | 1 | 10 | 7  | +3   | Octavos de final |     | 0–3 | —   | 3–1 | 1–0 |
| 3    | Sarja          | 5    | 6  | 1 | 2 | 3 | 7  | 11 | −4   |                  |     | 2–2 | 1–1 | —   | 2–1 |
| 4    | Istiklol       | 3    | 6  | 1 | 0 | 5 | 5  | 9  | −4   |                  | 0–2 | 2–3 | 2–0 | —   |     |

 Fuente: AFC
Notas:
1. 1 2  Puntos en partidos directos: Al-Hilal Saudí 3, Al-Rayyan 3. Diferencia de goles en partidos directos: Al-Hilal Saudí +1, Al-Rayyan –1.

| \| Fecha \| Estadio (Ciudad) \| Local \| Resultado \| Visitante \| \| ------------------- \| ----------------------------------------------- \| -------------- \| --------- \| -------------- \| \| 8 de abril de 2022 \| Rey Fahd (Riad, Arabia Saudita) \| Istiklol \| 2 – 3 \| Al-Rayyan \| \| 8 de abril de 2022 \| Príncipe Faisal bin Fahd (Riad, Arabia Saudita) \| Al-Hilal Saudí \| 2 – 1 \| Sarja \| \| 11 de abril de 2022 \| Príncipe Faisal bin Fahd (Riad, Arabia Saudita) \| Al-Rayyan \| 0 – 3 \| Al-Hilal Saudí \| \| 11 de abril de 2022 \| Rey Fahd (Riad, Arabia Saudita) \| Sarja \| 2 – 1 \| Istiklol \| \| 15 de abril de 2022 \| Rey Fahd (Riad, Arabia Saudita) \| Sarja \| 1 – 1 \| Al-Rayyan \| \| 15 de abril de 2022 \| Príncipe Faisal bin Fahd (Riad, Arabia Saudita) \| Al-Hilal Saudí \| 1 – 0 \| Istiklol \| \| 19 de abril de 2022 \| Rey Fahd (Riad, Arabia Saudita) \| Al-Rayyan \| 3 – 1 \| Sarja \| \| 19 de abril de 2022 \| Príncipe Faisal bin Fahd (Riad, Arabia Saudita) \| Istiklol \| 0 – 2 \| Al-Hilal Saudí \| \| 23 de abril de 2022 \| Rey Fahd (Riad, Arabia Saudita) \| Al-Rayyan \| 1 – 0 \| Istiklol \| \| 23 de abril de 2022 \| Príncipe Faisal bin Fahd (Riad, Arabia Saudita) \| Sarja \| 2 – 2 \| Al-Hilal Saudí \| \| 27 de abril de 2022 \| Príncipe Faisal bin Fahd (Riad, Arabia Saudita) \| Al-Hilal Saudí \| 0 – 2 \| Al-Rayyan \| \| 27 de abril de 2022 \| Rey Fahd (Riad, Arabia Saudita) \| Istiklol \| 2 – 0 \| Sarja \| |                                                 |                |           |                |
| Fecha | Estadio (Ciudad)                                | Local          | Resultado | Visitante      |
| 8 de abril de 2022 | Rey Fahd (Riad, Arabia Saudita)                 | Istiklol       | 2 – 3     | Al-Rayyan      |
| 8 de abril de 2022 | Príncipe Faisal bin Fahd (Riad, Arabia Saudita) | Al-Hilal Saudí | 2 – 1     | Sarja          |
| 11 de abril de 2022 | Príncipe Faisal bin Fahd (Riad, Arabia Saudita) | Al-Rayyan      | 0 – 3     | Al-Hilal Saudí |
| 11 de abril de 2022 | Rey Fahd (Riad, Arabia Saudita)                 | Sarja          | 2 – 1     | Istiklol       |
| 15 de abril de 2022 | Rey Fahd (Riad, Arabia Saudita)                 | Sarja          | 1 – 1     | Al-Rayyan      |
| 15 de abril de 2022 | Príncipe Faisal bin Fahd (Riad, Arabia Saudita) | Al-Hilal Saudí | 1 – 0     | Istiklol       |
| 19 de abril de 2022 | Rey Fahd (Riad, Arabia Saudita)                 | Al-Rayyan      | 3 – 1     | Sarja          |
| 19 de abril de 2022 | Príncipe Faisal bin Fahd (Riad, Arabia Saudita) | Istiklol       | 0 – 2     | Al-Hilal Saudí |
| 23 de abril de 2022 | Rey Fahd (Riad, Arabia Saudita)                 | Al-Rayyan      | 1 – 0     | Istiklol       |
| 23 de abril de 2022 | Príncipe Faisal bin Fahd (Riad, Arabia Saudita) | Sarja          | 2 – 2     | Al-Hilal Saudí |
| 27 de abril de 2022 | Príncipe Faisal bin Fahd (Riad, Arabia Saudita) | Al-Hilal Saudí | 0 – 2     | Al-Rayyan      |
| 27 de abril de 2022 | Rey Fahd (Riad, Arabia Saudita)                 | Istiklol       | 2 – 0     | Sarja          |

### Grupo B
| Pos. | Equipo            | Pts. | PJ | G | E | P | GF | GC | Dif. | Clasificación    |     | SHA | MBC | AQJ | JAZ |
| ---- | ----------------- | ---- | -- | - | - | - | -- | -- | ---- | ---------------- | --- | --- | --- | --- | --- |
| 1    | Al-Shabab         | 16   | 6  | 5 | 1 | 0 | 18 | 1  | +17  | Octavos de final |     | —   | 6–0 | 3–0 | 3–0 |
| 2    | Mumbai City       | 7    | 6  | 2 | 1 | 3 | 3  | 11 | −8   |                  |     | 0–3 | —   | 1–0 | 0–0 |
| 3    | Al Quwa Al Jawiya | 7    | 6  | 2 | 1 | 3 | 7  | 10 | −3   |                  | 1–1 | 1–2 | —   | 3–2 |     |
| 4    | Al-Jazira         | 4    | 6  | 1 | 1 | 4 | 4  | 10 | −6   |                  | 0–2 | 1–0 | 1–2 | —   |     |

 Fuente: AFC
Notas:
1. 1 2  Puntos en partidos directos: Mumbai City 6, Al Quwa Al Jawiya 0.

| \| Fecha \| Estadio (Ciudad) \| Local \| Resultado \| Visitante \| \| ------------------- \| ----------------------------------------------- \| ----------------- \| --------- \| ----------------- \| \| 8 de abril de 2022 \| Príncipe Faisal bin Fahd (Riad, Arabia Saudita) \| Mumbai City \| 0 – 3 \| Al-Shabab \| \| 8 de abril de 2022 \| Rey Fahd (Riad, Arabia Saudita) \| Al-Jazira \| 1 – 2 \| Al Quwa Al Jawiya \| \| 11 de abril de 2022 \| Rey Fahd (Riad, Arabia Saudita) \| Al Quwa Al Jawiya \| 1 – 2 \| Mumbai City \| \| 11 de abril de 2022 \| Príncipe Faisal bin Fahd (Riad, Arabia Saudita) \| Al-Shabab \| 3 – 0 \| Al-Jazira \| \| 14 de abril de 2022 \| Rey Fahd (Riad, Arabia Saudita) \| Al-Jazira \| 1 – 0 \| Mumbai City \| \| 14 de abril de 2022 \| Príncipe Faisal bin Fahd (Riad, Arabia Saudita) \| Al Quwa Al Jawiya \| 1 – 1 \| Al-Shabab \| \| 18 de abril de 2022 \| Rey Fahd (Riad, Arabia Saudita) \| Mumbai City \| 0 – 0 \| Al-Jazira \| \| 18 de abril de 2022 \| Príncipe Faisal bin Fahd (Riad, Arabia Saudita) \| Al-Shabab \| 3 – 0 \| Al Quwa Al Jawiya \| \| 22 de abril de 2022 \| Rey Fahd (Riad, Arabia Saudita) \| Al Quwa Al Jawiya \| 3 – 2 \| Al-Jazira \| \| 22 de abril de 2022 \| Príncipe Faisal bin Fahd (Riad, Arabia Saudita) \| Al-Shabab \| 6 – 0 \| Mumbai City \| \| 26 de abril de 2022 \| Príncipe Faisal bin Fahd (Riad, Arabia Saudita) \| Al-Jazira \| 0 – 2 \| Al-Shabab \| \| 26 de abril de 2022 \| Rey Fahd (Riad, Arabia Saudita) \| Mumbai City \| 1 – 0 \| Al Quwa Al Jawiya \| |                                                 |                   |           |                   |
| Fecha | Estadio (Ciudad)                                | Local             | Resultado | Visitante         |
| 8 de abril de 2022 | Príncipe Faisal bin Fahd (Riad, Arabia Saudita) | Mumbai City       | 0 – 3     | Al-Shabab         |
| 8 de abril de 2022 | Rey Fahd (Riad, Arabia Saudita)                 | Al-Jazira         | 1 – 2     | Al Quwa Al Jawiya |
| 11 de abril de 2022 | Rey Fahd (Riad, Arabia Saudita)                 | Al Quwa Al Jawiya | 1 – 2     | Mumbai City       |
| 11 de abril de 2022 | Príncipe Faisal bin Fahd (Riad, Arabia Saudita) | Al-Shabab         | 3 – 0     | Al-Jazira         |
| 14 de abril de 2022 | Rey Fahd (Riad, Arabia Saudita)                 | Al-Jazira         | 1 – 0     | Mumbai City       |
| 14 de abril de 2022 | Príncipe Faisal bin Fahd (Riad, Arabia Saudita) | Al Quwa Al Jawiya | 1 – 1     | Al-Shabab         |
| 18 de abril de 2022 | Rey Fahd (Riad, Arabia Saudita)                 | Mumbai City       | 0 – 0     | Al-Jazira         |
| 18 de abril de 2022 | Príncipe Faisal bin Fahd (Riad, Arabia Saudita) | Al-Shabab         | 3 – 0     | Al Quwa Al Jawiya |
| 22 de abril de 2022 | Rey Fahd (Riad, Arabia Saudita)                 | Al Quwa Al Jawiya | 3 – 2     | Al-Jazira         |
| 22 de abril de 2022 | Príncipe Faisal bin Fahd (Riad, Arabia Saudita) | Al-Shabab         | 6 – 0     | Mumbai City       |
| 26 de abril de 2022 | Príncipe Faisal bin Fahd (Riad, Arabia Saudita) | Al-Jazira         | 0 – 2     | Al-Shabab         |
| 26 de abril de 2022 | Rey Fahd (Riad, Arabia Saudita)                 | Mumbai City       | 1 – 0     | Al Quwa Al Jawiya |

### Grupo C
| Pos. | Equipo         | Pts. | PJ | G | E | P | GF | GC | Dif. | Clasificación    |     | FOO | SHB | GHA | AHA |
| ---- | -------------- | ---- | -- | - | - | - | -- | -- | ---- | ---------------- | --- | --- | --- | --- | --- |
| 1    | Foolad         | 12   | 6  | 3 | 3 | 0 | 5  | 2  | +3   | Octavos de final |     | —   | 1–1 | 0–0 | 1–0 |
| 2    | Shabab Al-Ahli | 10   | 6  | 2 | 4 | 0 | 14 | 7  | +7   | Octavos de final |     | 1–1 | —   | 8–2 | 2–1 |
| 3    | Al-Gharafa     | 5    | 6  | 1 | 2 | 3 | 7  | 14 | −7   |                  |     | 0–1 | 1–1 | —   | 2–0 |
| 4    | Ahal           | 4    | 6  | 1 | 1 | 4 | 6  | 9  | −3   |                  | 0–1 | 1–1 | 4–2 | —   |     |

 Fuente: AFC
| \| Fecha \| Estadio (Ciudad) \| Local \| Resultado \| Visitante \| \| ------------------- \| -------------------------------------------------- \| -------------- \| --------- \| -------------- \| \| 7 de abril de 2022 \| Príncipe Abdullah al-Faisal (Yeda, Arabia Saudita) \| Foolad \| 0 – 0 \| Al-Gharafa \| \| 7 de abril de 2022 \| King Abdullah Sports City (Yeda, Arabia Saudita) \| Ahal \| 1 – 1 \| Shabab Al-Ahli \| \| 10 de abril de 2022 \| King Abdullah Sports City (Yeda, Arabia Saudita) \| Shabab Al-Ahli \| 1 – 1 \| Foolad \| \| 10 de abril de 2022 \| Príncipe Abdullah al-Faisal (Yeda, Arabia Saudita) \| Al-Gharafa \| 2 – 0 \| Ahal \| \| 14 de abril de 2022 \| King Abdullah Sports City (Yeda, Arabia Saudita) \| Foolad \| 1 – 0 \| Ahal \| \| 14 de abril de 2022 \| Príncipe Abdullah al-Faisal (Yeda, Arabia Saudita) \| Al-Gharafa \| 1 – 1 \| Shabab Al-Ahli \| \| 18 de abril de 2022 \| King Abdullah Sports City (Yeda, Arabia Saudita) \| Ahal \| 0 – 1 \| Foolad \| \| 18 de abril de 2022 \| Príncipe Abdullah al-Faisal (Yeda, Arabia Saudita) \| Shabab Al-Ahli \| 8 – 2 \| Al-Gharafa \| \| 22 de abril de 2022 \| King Abdullah Sports City (Yeda, Arabia Saudita) \| Shabab Al-Ahli \| 2 – 1 \| Ahal \| \| 22 de abril de 2022 \| Príncipe Abdullah al-Faisal (Yeda, Arabia Saudita) \| Al-Gharafa \| 0 – 1 \| Foolad \| \| 26 de abril de 2022 \| Príncipe Abdullah al-Faisal (Yeda, Arabia Saudita) \| Foolad \| 1 – 1 \| Shabab Al-Ahli \| \| 26 de abril de 2022 \| King Abdullah Sports City (Yeda, Arabia Saudita) \| Ahal \| 4 – 2 \| Al-Gharafa \| |                                                    |                |           |                |
| Fecha | Estadio (Ciudad)                                   | Local          | Resultado | Visitante      |
| 7 de abril de 2022 | Príncipe Abdullah al-Faisal (Yeda, Arabia Saudita) | Foolad         | 0 – 0     | Al-Gharafa     |
| 7 de abril de 2022 | King Abdullah Sports City (Yeda, Arabia Saudita)   | Ahal           | 1 – 1     | Shabab Al-Ahli |
| 10 de abril de 2022 | King Abdullah Sports City (Yeda, Arabia Saudita)   | Shabab Al-Ahli | 1 – 1     | Foolad         |
| 10 de abril de 2022 | Príncipe Abdullah al-Faisal (Yeda, Arabia Saudita) | Al-Gharafa     | 2 – 0     | Ahal           |
| 14 de abril de 2022 | King Abdullah Sports City (Yeda, Arabia Saudita)   | Foolad         | 1 – 0     | Ahal           |
| 14 de abril de 2022 | Príncipe Abdullah al-Faisal (Yeda, Arabia Saudita) | Al-Gharafa     | 1 – 1     | Shabab Al-Ahli |
| 18 de abril de 2022 | King Abdullah Sports City (Yeda, Arabia Saudita)   | Ahal           | 0 – 1     | Foolad         |
| 18 de abril de 2022 | Príncipe Abdullah al-Faisal (Yeda, Arabia Saudita) | Shabab Al-Ahli | 8 – 2     | Al-Gharafa     |
| 22 de abril de 2022 | King Abdullah Sports City (Yeda, Arabia Saudita)   | Shabab Al-Ahli | 2 – 1     | Ahal           |
| 22 de abril de 2022 | Príncipe Abdullah al-Faisal (Yeda, Arabia Saudita) | Al-Gharafa     | 0 – 1     | Foolad         |
| 26 de abril de 2022 | Príncipe Abdullah al-Faisal (Yeda, Arabia Saudita) | Foolad         | 1 – 1     | Shabab Al-Ahli |
| 26 de abril de 2022 | King Abdullah Sports City (Yeda, Arabia Saudita)   | Ahal           | 4 – 2     | Al-Gharafa     |

### Grupo D
| Pos. | Equipo            | Pts. | PJ | G | E | P | GF | GC | Dif. | Clasificación    |     | DUH | TAW | SEP | PHK |
| ---- | ----------------- | ---- | -- | - | - | - | -- | -- | ---- | ---------------- | --- | --- | --- | --- | --- |
| 1    | Al-Duhail         | 15   | 6  | 5 | 0 | 1 | 17 | 9  | +8   | Octavos de final |     | —   | 1–2 | 5–2 | 3–2 |
| 2    | Al-Taawoun        | 7    | 6  | 2 | 1 | 3 | 13 | 12 | +1   |                  |     | 3–4 | —   | 3–0 | 0–1 |
| 3    | Sepahan           | 7    | 6  | 2 | 1 | 3 | 8  | 12 | −4   |                  | 0–1 | 1–1 | —   | 2–1 |     |
| 4    | Pajtakor Tashkent | 6    | 6  | 2 | 0 | 4 | 10 | 15 | −5   |                  | 0–3 | 5–4 | 1–3 | —   |     |

 Fuente: AFC
Notas:
1. 1 2  Puntos en partidos directos: Al-Taawoun 4, Sepahan 1.

| \| Fecha \| Estadio (Ciudad) \| Local \| Resultado \| Visitante \| \| ------------------- \| -------------------------------------------------- \| ----------------- \| --------- \| ----------------- \| \| 7 de abril de 2022 \| King Abdullah Sport City (Buraidá, Arabia Saudita) \| Pajtakor Tashkent \| 1 – 3 \| Sepahan \| \| 7 de abril de 2022 \| King Abdullah Sport City (Buraidá, Arabia Saudita) \| Al-Duhail \| 1 – 2 \| Al-Taawoun \| \| 10 de abril de 2022 \| King Abdullah Sport City (Buraidá, Arabia Saudita) \| Sepahan \| 0 – 1 \| Al-Duhail \| \| 10 de abril de 2022 \| King Abdullah Sport City (Buraidá, Arabia Saudita) \| Al-Taawoun \| 0 – 1 \| Pajtakor Tashkent \| \| 14 de abril de 2022 \| King Abdullah Sport City (Buraidá, Arabia Saudita) \| Al-Duhail \| 3 – 2 \| Pajtakor Tashkent \| \| 14 de abril de 2022 \| King Abdullah Sport City (Buraidá, Arabia Saudita) \| Al-Taawoun \| 3 – 0 \| Sepahan \| \| 18 de abril de 2022 \| King Abdullah Sport City (Buraidá, Arabia Saudita) \| Pajtakor Tashkent \| 0 – 3 \| Al-Duhail \| \| 18 de abril de 2022 \| King Abdullah Sport City (Buraidá, Arabia Saudita) \| Sepahan \| 1 – 1 \| Al-Taawoun \| \| 22 de abril de 2022 \| King Abdullah Sport City (Buraidá, Arabia Saudita) \| Sepahan \| 2 – 1 \| Pajtakor Tashkent \| \| 22 de abril de 2022 \| King Abdullah Sport City (Buraidá, Arabia Saudita) \| Al-Taawoun \| 3 – 4 \| Al-Duhail \| \| 26 de abril de 2022 \| King Abdullah Sport City (Buraidá, Arabia Saudita) \| Al-Duhail \| 5 – 2 \| Sepahan \| \| 26 de abril de 2022 \| King Abdullah Sport City (Buraidá, Arabia Saudita) \| Pajtakor Tashkent \| 5 – 4 \| Al-Taawoun \| |                                                    |                   |           |                   |
| Fecha | Estadio (Ciudad)                                   | Local             | Resultado | Visitante         |
| 7 de abril de 2022 | King Abdullah Sport City (Buraidá, Arabia Saudita) | Pajtakor Tashkent | 1 – 3     | Sepahan           |
| 7 de abril de 2022 | King Abdullah Sport City (Buraidá, Arabia Saudita) | Al-Duhail         | 1 – 2     | Al-Taawoun        |
| 10 de abril de 2022 | King Abdullah Sport City (Buraidá, Arabia Saudita) | Sepahan           | 0 – 1     | Al-Duhail         |
| 10 de abril de 2022 | King Abdullah Sport City (Buraidá, Arabia Saudita) | Al-Taawoun        | 0 – 1     | Pajtakor Tashkent |
| 14 de abril de 2022 | King Abdullah Sport City (Buraidá, Arabia Saudita) | Al-Duhail         | 3 – 2     | Pajtakor Tashkent |
| 14 de abril de 2022 | King Abdullah Sport City (Buraidá, Arabia Saudita) | Al-Taawoun        | 3 – 0     | Sepahan           |
| 18 de abril de 2022 | King Abdullah Sport City (Buraidá, Arabia Saudita) | Pajtakor Tashkent | 0 – 3     | Al-Duhail         |
| 18 de abril de 2022 | King Abdullah Sport City (Buraidá, Arabia Saudita) | Sepahan           | 1 – 1     | Al-Taawoun        |
| 22 de abril de 2022 | King Abdullah Sport City (Buraidá, Arabia Saudita) | Sepahan           | 2 – 1     | Pajtakor Tashkent |
| 22 de abril de 2022 | King Abdullah Sport City (Buraidá, Arabia Saudita) | Al-Taawoun        | 3 – 4     | Al-Duhail         |
| 26 de abril de 2022 | King Abdullah Sport City (Buraidá, Arabia Saudita) | Al-Duhail         | 5 – 2     | Sepahan           |
| 26 de abril de 2022 | King Abdullah Sport City (Buraidá, Arabia Saudita) | Pajtakor Tashkent | 5 – 4     | Al-Taawoun        |

### Grupo E
| Pos. | Equipo     | Pts. | PJ | G | E | P | GF | GC | Dif. | Clasificación    |     | FAI | NAS | SAD | WEH |
| ---- | ---------- | ---- | -- | - | - | - | -- | -- | ---- | ---------------- | --- | --- | --- | --- | --- |
| 1    | Al-Faisaly | 9    | 6  | 2 | 3 | 1 | 5  | 4  | +1   | Octavos de final |     | —   | 0–0 | 2–1 | 1–1 |
| 2    | Nasaf      | 9    | 6  | 2 | 3 | 1 | 8  | 5  | +3   | Octavos de final |     | 0–1 | —   | 3–1 | 2–0 |
| 3    | Al-Sadd    | 7    | 6  | 2 | 1 | 3 | 10 | 11 | −1   |                  |     | 1–0 | 1–1 | —   | 5–2 |
| 4    | Al-Wehdat  | 6    | 6  | 1 | 3 | 2 | 9  | 12 | −3   |                  | 1–1 | 2–2 | 3–1 | —   |     |

 Fuente: AFC
Notas:
1. 1 2  Puntos en partidos directos: Al-Faisaly 4, Nasaf 1.

| \| Fecha \| Estadio (Ciudad) \| Local \| Resultado \| Visitante \| \| ------------------- \| -------------------------------------------------- \| ---------- \| --------- \| ---------- \| \| 8 de abril de 2022 \| Príncipe Mohamed bin Fahd (Dammam, Arabia Saudita) \| Al-Sadd \| 1 – 1 \| Nasaf \| \| 8 de abril de 2022 \| Príncipe Mohamed bin Fahd (Dammam, Arabia Saudita) \| Al-Wehdat \| 1 – 1 \| Al-Faisaly \| \| 11 de abril de 2022 \| Príncipe Mohamed bin Fahd (Dammam, Arabia Saudita) \| Nasaf \| 2 – 0 \| Al-Wehdat \| \| 11 de abril de 2022 \| Príncipe Mohamed bin Fahd (Dammam, Arabia Saudita) \| Al-Faisaly \| 2 – 1 \| Al-Sadd \| \| 15 de abril de 2022 \| Príncipe Mohamed bin Fahd (Dammam, Arabia Saudita) \| Al-Sadd \| 5 – 2 \| Al-Wehdat \| \| 15 de abril de 2022 \| Príncipe Mohamed bin Fahd (Dammam, Arabia Saudita) \| Nasaf \| 0 – 1 \| Al-Faisaly \| \| 19 de abril de 2022 \| Príncipe Mohamed bin Fahd (Dammam, Arabia Saudita) \| Al-Wehdat \| 3 – 1 \| Al-Sadd \| \| 19 de abril de 2022 \| Príncipe Mohamed bin Fahd (Dammam, Arabia Saudita) \| Al-Faisaly \| 0 – 0 \| Nasaf \| \| 23 de abril de 2022 \| Príncipe Mohamed bin Fahd (Dammam, Arabia Saudita) \| Nasaf \| 3 – 1 \| Al-Sadd \| \| 23 de abril de 2022 \| Príncipe Mohamed bin Fahd (Dammam, Arabia Saudita) \| Al-Faisaly \| 1 – 1 \| Al-Wehdat \| \| 27 de abril de 2022 \| Príncipe Mohamed bin Fahd (Dammam, Arabia Saudita) \| Al-Wehdat \| 2 – 2 \| Nasaf \| \| 27 de abril de 2022 \| Príncipe Mohamed bin Fahd (Dammam, Arabia Saudita) \| Al-Sadd \| 1 – 0 \| Al-Faisaly \| |                                                    |            |           |            |
| Fecha | Estadio (Ciudad)                                   | Local      | Resultado | Visitante  |
| 8 de abril de 2022 | Príncipe Mohamed bin Fahd (Dammam, Arabia Saudita) | Al-Sadd    | 1 – 1     | Nasaf      |
| 8 de abril de 2022 | Príncipe Mohamed bin Fahd (Dammam, Arabia Saudita) | Al-Wehdat  | 1 – 1     | Al-Faisaly |
| 11 de abril de 2022 | Príncipe Mohamed bin Fahd (Dammam, Arabia Saudita) | Nasaf      | 2 – 0     | Al-Wehdat  |
| 11 de abril de 2022 | Príncipe Mohamed bin Fahd (Dammam, Arabia Saudita) | Al-Faisaly | 2 – 1     | Al-Sadd    |
| 15 de abril de 2022 | Príncipe Mohamed bin Fahd (Dammam, Arabia Saudita) | Al-Sadd    | 5 – 2     | Al-Wehdat  |
| 15 de abril de 2022 | Príncipe Mohamed bin Fahd (Dammam, Arabia Saudita) | Nasaf      | 0 – 1     | Al-Faisaly |
| 19 de abril de 2022 | Príncipe Mohamed bin Fahd (Dammam, Arabia Saudita) | Al-Wehdat  | 3 – 1     | Al-Sadd    |
| 19 de abril de 2022 | Príncipe Mohamed bin Fahd (Dammam, Arabia Saudita) | Al-Faisaly | 0 – 0     | Nasaf      |
| 23 de abril de 2022 | Príncipe Mohamed bin Fahd (Dammam, Arabia Saudita) | Nasaf      | 3 – 1     | Al-Sadd    |
| 23 de abril de 2022 | Príncipe Mohamed bin Fahd (Dammam, Arabia Saudita) | Al-Faisaly | 1 – 1     | Al-Wehdat  |
| 27 de abril de 2022 | Príncipe Mohamed bin Fahd (Dammam, Arabia Saudita) | Al-Wehdat  | 2 – 2     | Nasaf      |
| 27 de abril de 2022 | Príncipe Mohamed bin Fahd (Dammam, Arabia Saudita) | Al-Sadd    | 1 – 0     | Al-Faisaly |

### Grupo F
| Pos. | Equipo             | Pts. | PJ | G | E | P | GF | GC | Dif. | Clasificación    |     | DGU | URD | LCS | SHT |
| ---- | ------------------ | ---- | -- | - | - | - | -- | -- | ---- | ---------------- | --- | --- | --- | --- | --- |
| 1    | Daegu              | 13   | 6  | 4 | 1 | 1 | 14 | 4  | +10  | Octavos de final |     | —   | 1–0 | 0–3 | 4–0 |
| 2    | Urawa Red Diamonds | 13   | 6  | 4 | 1 | 1 | 20 | 2  | +18  | Octavos de final |     | 0–0 | —   | 6–0 | 5–0 |
| 3    | Lion City Sailors  | 7    | 6  | 2 | 1 | 3 | 8  | 14 | −6   |                  |     | 1–2 | 1–4 | —   | 3–2 |
| 4    | Shandong Taishan   | 1    | 6  | 0 | 1 | 5 | 2  | 24 | −22  |                  | 0–7 | 0–5 | 0–0 | —   |     |

 Fuente: AFC
Notas:
1. 1 2  Puntos en partidos directos: Daegu 4, Urawa Red Diamonds 1.

| \| Fecha \| Estadio (Ciudad) \| Local \| Resultado \| Visitante \| \| ------------------- \| --------------------------------- \| ------------------ \| --------- \| ------------------ \| \| 15 de abril de 2022 \| Khao Kradong (Buriram, Tailandia) \| Shandong Taishan \| 0 – 7 \| Daegu \| \| 15 de abril de 2022 \| Chang Arena (Buriram, Tailandia) \| Lion City Sailors \| 1 – 4 \| Urawa Red Diamonds \| \| 18 de abril de 2022 \| Khao Kradong (Buriram, Tailandia) \| Daegu \| 0 – 3 \| Lion City Sailors \| \| 18 de abril de 2022 \| Chang Arena (Buriram, Tailandia) \| Urawa Red Diamonds \| 5 – 0 \| Shandong Taishan \| \| 21 de abril de 2022 \| Khao Kradong (Buriram, Tailandia) \| Shandong Taishan \| 0 – 0 \| Lion City Sailors \| \| 21 de abril de 2022 \| Chang Arena (Buriram, Tailandia) \| Daegu \| 1 – 0 \| Urawa Red Diamonds \| \| 24 de abril de 2022 \| Khao Kradong (Buriram, Tailandia) \| Urawa Red Diamonds \| 0 – 0 \| Daegu \| \| 24 de abril de 2022 \| Chang Arena (Buriram, Tailandia) \| Lion City Sailors \| 3 – 2 \| Shandong Taishan \| \| 27 de abril de 2022 \| Khao Kradong (Buriram, Tailandia) \| Urawa Red Diamonds \| 6 – 0 \| Lion City Sailors \| \| 27 de abril de 2022 \| Chang Arena (Buriram, Tailandia) \| Daegu \| 4 – 0 \| Shandong Taishan \| \| 30 de abril de 2022 \| Khao Kradong (Buriram, Tailandia) \| Shandong Taishan \| 0 – 5 \| Urawa Red Diamonds \| \| 30 de abril de 2022 \| Chang Arena (Buriram, Tailandia) \| Lion City Sailors \| 1 – 2 \| Daegu \| |                                   |                    |           |                    |
| Fecha | Estadio (Ciudad)                  | Local              | Resultado | Visitante          |
| 15 de abril de 2022 | Khao Kradong (Buriram, Tailandia) | Shandong Taishan   | 0 – 7     | Daegu              |
| 15 de abril de 2022 | Chang Arena (Buriram, Tailandia)  | Lion City Sailors  | 1 – 4     | Urawa Red Diamonds |
| 18 de abril de 2022 | Khao Kradong (Buriram, Tailandia) | Daegu              | 0 – 3     | Lion City Sailors  |
| 18 de abril de 2022 | Chang Arena (Buriram, Tailandia)  | Urawa Red Diamonds | 5 – 0     | Shandong Taishan   |
| 21 de abril de 2022 | Khao Kradong (Buriram, Tailandia) | Shandong Taishan   | 0 – 0     | Lion City Sailors  |
| 21 de abril de 2022 | Chang Arena (Buriram, Tailandia)  | Daegu              | 1 – 0     | Urawa Red Diamonds |
| 24 de abril de 2022 | Khao Kradong (Buriram, Tailandia) | Urawa Red Diamonds | 0 – 0     | Daegu              |
| 24 de abril de 2022 | Chang Arena (Buriram, Tailandia)  | Lion City Sailors  | 3 – 2     | Shandong Taishan   |
| 27 de abril de 2022 | Khao Kradong (Buriram, Tailandia) | Urawa Red Diamonds | 6 – 0     | Lion City Sailors  |
| 27 de abril de 2022 | Chang Arena (Buriram, Tailandia)  | Daegu              | 4 – 0     | Shandong Taishan   |
| 30 de abril de 2022 | Khao Kradong (Buriram, Tailandia) | Shandong Taishan   | 0 – 5     | Urawa Red Diamonds |
| 30 de abril de 2022 | Chang Arena (Buriram, Tailandia)  | Lion City Sailors  | 1 – 2     | Daegu              |

### Grupo G
| Pos. | Equipo           | Pts. | PJ | G | E | P | GF | GC | Dif. | Clasificación    |     | BGP | MCY | JND | UCY |
| ---- | ---------------- | ---- | -- | - | - | - | -- | -- | ---- | ---------------- | --- | --- | --- | --- | --- |
| 1    | BG Pathum United | 12   | 6  | 3 | 3 | 0 | 11 | 2  | +9   | Octavos de final |     | —   | 1–1 | 0–0 | 5–0 |
| 2    | Melbourne City   | 12   | 6  | 3 | 3 | 0 | 10 | 3  | +7   |                  |     | 0–0 | —   | 2–1 | 3–0 |
| 3    | Jeonnam Dragons  | 8    | 6  | 2 | 2 | 2 | 5  | 5  | 0    |                  | 0–2 | 1–1 | —   | 2–0 |     |
| 4    | United City      | 0    | 6  | 0 | 0 | 6 | 1  | 17 | −16  |                  | 1–3 | 0–3 | 0–1 | —   |     |

 Fuente: AFC
| \| Fecha \| Estadio (Ciudad) \| Local \| Resultado \| Visitante \| \| ------------------- \| ------------------------------------- \| ---------------- \| --------- \| ---------------- \| \| 15 de abril de 2022 \| Leo Stadium (Pathum Thani, Tailandia) \| BG Pathum United \| 1 – 1 \| Melbourne City \| \| 15 de abril de 2022 \| Leo Stadium (Pathum Thani, Tailandia) \| United City \| 0 – 1 \| Jeonnam Dragons \| \| 18 de abril de 2022 \| Leo Stadium (Pathum Thani, Tailandia) \| Jeonnam Dragons \| 0 – 2 \| BG Pathum United \| \| 18 de abril de 2022 \| Leo Stadium (Pathum Thani, Tailandia) \| Melbourne City \| 3 – 0 \| United City \| \| 21 de abril de 2022 \| Leo Stadium (Pathum Thani, Tailandia) \| BG Pathum United \| 5 – 0 \| United City \| \| 21 de abril de 2022 \| Leo Stadium (Pathum Thani, Tailandia) \| Melbourne City \| 2 – 1 \| Jeonnam Dragons \| \| 24 de abril de 2022 \| Leo Stadium (Pathum Thani, Tailandia) \| Jeonnam Dragons \| 1 – 1 \| Melbourne City \| \| 24 de abril de 2022 \| Leo Stadium (Pathum Thani, Tailandia) \| United City \| 1 – 3 \| BG Pathum United \| \| 27 de abril de 2022 \| Leo Stadium (Pathum Thani, Tailandia) \| Melbourne City \| 0 – 0 \| BG Pathum United \| \| 27 de abril de 2022 \| Leo Stadium (Pathum Thani, Tailandia) \| Jeonnam Dragons \| 2 – 0 \| United City \| \| 30 de abril de 2022 \| Leo Stadium (Pathum Thani, Tailandia) \| BG Pathum United \| 0 – 0 \| Jeonnam Dragons \| \| 30 de abril de 2022 \| Leo Stadium (Pathum Thani, Tailandia) \| United City \| 0 – 3 \| Melbourne City \| |                                       |                  |           |                  |
| Fecha | Estadio (Ciudad)                      | Local            | Resultado | Visitante        |
| 15 de abril de 2022 | Leo Stadium (Pathum Thani, Tailandia) | BG Pathum United | 1 – 1     | Melbourne City   |
| 15 de abril de 2022 | Leo Stadium (Pathum Thani, Tailandia) | United City      | 0 – 1     | Jeonnam Dragons  |
| 18 de abril de 2022 | Leo Stadium (Pathum Thani, Tailandia) | Jeonnam Dragons  | 0 – 2     | BG Pathum United |
| 18 de abril de 2022 | Leo Stadium (Pathum Thani, Tailandia) | Melbourne City   | 3 – 0     | United City      |
| 21 de abril de 2022 | Leo Stadium (Pathum Thani, Tailandia) | BG Pathum United | 5 – 0     | United City      |
| 21 de abril de 2022 | Leo Stadium (Pathum Thani, Tailandia) | Melbourne City   | 2 – 1     | Jeonnam Dragons  |
| 24 de abril de 2022 | Leo Stadium (Pathum Thani, Tailandia) | Jeonnam Dragons  | 1 – 1     | Melbourne City   |
| 24 de abril de 2022 | Leo Stadium (Pathum Thani, Tailandia) | United City      | 1 – 3     | BG Pathum United |
| 27 de abril de 2022 | Leo Stadium (Pathum Thani, Tailandia) | Melbourne City   | 0 – 0     | BG Pathum United |
| 27 de abril de 2022 | Leo Stadium (Pathum Thani, Tailandia) | Jeonnam Dragons  | 2 – 0     | United City      |
| 30 de abril de 2022 | Leo Stadium (Pathum Thani, Tailandia) | BG Pathum United | 0 – 0     | Jeonnam Dragons  |
| 30 de abril de 2022 | Leo Stadium (Pathum Thani, Tailandia) | United City      | 0 – 3     | Melbourne City   |

### Grupo H
| Pos. | Equipo                 | Pts. | PJ | G | E | P | GF | GC | Dif. | Clasificación    |     | YFM | JHM | HAG | SYD |
| ---- | ---------------------- | ---- | -- | - | - | - | -- | -- | ---- | ---------------- | --- | --- | --- | --- | --- |
| 1    | Yokohama F. Marinos    | 13   | 6  | 4 | 1 | 1 | 9  | 3  | +6   | Octavos de final |     | —   | 0–1 | 2–0 | 3–0 |
| 2    | Jeonbuk Hyundai Motors | 12   | 6  | 3 | 3 | 0 | 7  | 4  | +3   | Octavos de final |     | 1–1 | —   | 1–0 | 0–0 |
| 3    | Hoàng Anh Gia Lai      | 5    | 6  | 1 | 2 | 3 | 4  | 7  | −3   |                  |     | 1–2 | 1–1 | —   | 1–0 |
| 4    | Sydney                 | 2    | 6  | 0 | 2 | 4 | 3  | 9  | −6   |                  | 0–1 | 2–3 | 1–1 | —   |     |

 Fuente: AFC
| \| Fecha \| Estadio (Ciudad) \| Local \| Resultado \| Visitante \| \| ------------------- \| --------------------------------- \| ---------------------- \| --------- \| ---------------------- \| \| 16 de abril de 2022 \| Thống Nhất (Ho Chi Minh, Vietnam) \| Hoàng Anh Gia Lai \| 1 – 2 \| Yokohama F. Marinos \| \| 16 de abril de 2022 \| Thống Nhất (Ho Chi Minh, Vietnam) \| Jeonbuk Hyundai Motors \| 0 – 0 \| Sydney \| \| 19 de abril de 2022 \| Thống Nhất (Ho Chi Minh, Vietnam) \| Sydney \| 1 – 1 \| Hoàng Anh Gia Lai \| \| 19 de abril de 2022 \| Thống Nhất (Ho Chi Minh, Vietnam) \| Yokohama F. Marinos \| 0 – 1 \| Jeonbuk Hyundai Motors \| \| 22 de abril de 2022 \| Thống Nhất (Ho Chi Minh, Vietnam) \| Jeonbuk Hyundai Motors \| 1 – 0 \| Hoàng Anh Gia Lai \| \| 22 de abril de 2022 \| Thống Nhất (Ho Chi Minh, Vietnam) \| Sydney \| 0 – 1 \| Yokohama F. Marinos \| \| 25 de abril de 2022 \| Thống Nhất (Ho Chi Minh, Vietnam) \| Yokohama F. Marinos \| 3 – 0 \| Sydney \| \| 25 de abril de 2022 \| Thống Nhất (Ho Chi Minh, Vietnam) \| Hoàng Anh Gia Lai \| 1 – 1 \| Jeonbuk Hyundai Motors \| \| 28 de abril de 2022 \| Thống Nhất (Ho Chi Minh, Vietnam) \| Yokohama F. Marinos \| 2 – 0 \| Hoàng Anh Gia Lai \| \| 28 de abril de 2022 \| Thống Nhất (Ho Chi Minh, Vietnam) \| Sydney \| 2 – 3 \| Jeonbuk Hyundai Motors \| \| 1 de mayo de 2022 \| Thống Nhất (Ho Chi Minh, Vietnam) \| Hoàng Anh Gia Lai \| 1 – 0 \| Sydney \| \| 1 de mayo de 2022 \| Thống Nhất (Ho Chi Minh, Vietnam) \| Jeonbuk Hyundai Motors \| 1 – 1 \| Yokohama F. Marinos \| |                                   |                        |           |                        |
| Fecha | Estadio (Ciudad)                  | Local                  | Resultado | Visitante              |
| 16 de abril de 2022 | Thống Nhất (Ho Chi Minh, Vietnam) | Hoàng Anh Gia Lai      | 1 – 2     | Yokohama F. Marinos    |
| 16 de abril de 2022 | Thống Nhất (Ho Chi Minh, Vietnam) | Jeonbuk Hyundai Motors | 0 – 0     | Sydney                 |
| 19 de abril de 2022 | Thống Nhất (Ho Chi Minh, Vietnam) | Sydney                 | 1 – 1     | Hoàng Anh Gia Lai      |
| 19 de abril de 2022 | Thống Nhất (Ho Chi Minh, Vietnam) | Yokohama F. Marinos    | 0 – 1     | Jeonbuk Hyundai Motors |
| 22 de abril de 2022 | Thống Nhất (Ho Chi Minh, Vietnam) | Jeonbuk Hyundai Motors | 1 – 0     | Hoàng Anh Gia Lai      |
| 22 de abril de 2022 | Thống Nhất (Ho Chi Minh, Vietnam) | Sydney                 | 0 – 1     | Yokohama F. Marinos    |
| 25 de abril de 2022 | Thống Nhất (Ho Chi Minh, Vietnam) | Yokohama F. Marinos    | 3 – 0     | Sydney                 |
| 25 de abril de 2022 | Thống Nhất (Ho Chi Minh, Vietnam) | Hoàng Anh Gia Lai      | 1 – 1     | Jeonbuk Hyundai Motors |
| 28 de abril de 2022 | Thống Nhất (Ho Chi Minh, Vietnam) | Yokohama F. Marinos    | 2 – 0     | Hoàng Anh Gia Lai      |
| 28 de abril de 2022 | Thống Nhất (Ho Chi Minh, Vietnam) | Sydney                 | 2 – 3     | Jeonbuk Hyundai Motors |
| 1 de mayo de 2022 | Thống Nhất (Ho Chi Minh, Vietnam) | Hoàng Anh Gia Lai      | 1 – 0     | Sydney                 |
| 1 de mayo de 2022 | Thống Nhất (Ho Chi Minh, Vietnam) | Jeonbuk Hyundai Motors | 1 – 1     | Yokohama F. Marinos    |

### Grupo I
| Pos. | Equipo             | Pts. | PJ | G | E | P | GF | GC | Dif. | Clasificación    |     | JDT | KWF | ULS | GZH |
| ---- | ------------------ | ---- | -- | - | - | - | -- | -- | ---- | ---------------- | --- | --- | --- | --- | --- |
| 1    | Johor Darul Takzim | 13   | 6  | 4 | 1 | 1 | 11 | 7  | +4   | Octavos de final |     | —   | 0–5 | 2–1 | 5–0 |
| 2    | Kawasaki Frontale  | 11   | 6  | 3 | 2 | 1 | 17 | 4  | +13  |                  |     | 0–0 | —   | 1–1 | 1–0 |
| 3    | Ulsan Hyundai      | 10   | 6  | 3 | 1 | 2 | 14 | 7  | +7   |                  | 1–2 | 3–2 | —   | 3–0 |     |
| 4    | Guangzhou          | 0    | 6  | 0 | 0 | 6 | 0  | 24 | −24  |                  | 0–2 | 0–8 | 0–5 | —   |     |

 Fuente: AFC
| \| Fecha \| Estadio (Ciudad) \| Local \| Resultado \| Visitante \| \| ------------------- \| ----------------------------------------------------- \| ------------------ \| --------- \| ------------------ \| \| 15 de abril de 2022 \| Tan Sri Dato Haji Hassan Yunos (Johor Bahru, Malasia) \| Kawasaki Frontale \| 1 – 1 \| Ulsan Hyundai \| \| 15 de abril de 2022 \| Sultan Ibrahim (Johor Bahru, Malasia) \| Johor Darul Takzim \| 5 – 0 \| Guangzhou \| \| 18 de abril de 2022 \| Tan Sri Dato Haji Hassan Yunos (Johor Bahru, Malasia) \| Guangzhou \| 0 – 8 \| Kawasaki Frontale \| \| 18 de abril de 2022 \| Sultan Ibrahim (Johor Bahru, Malasia) \| Ulsan Hyundai \| 1 – 2 \| Johor Darul Takzim \| \| 21 de abril de 2022 \| Tan Sri Dato Haji Hassan Yunos (Johor Bahru, Malasia) \| Ulsan Hyundai \| 3 – 0 \| Guangzhou \| \| 21 de abril de 2022 \| Sultan Ibrahim (Johor Bahru, Malasia) \| Kawasaki Frontale \| 0 – 0 \| Johor Darul Takzim \| \| 24 de abril de 2022 \| Tan Sri Dato Haji Hassan Yunos (Johor Bahru, Malasia) \| Guangzhou \| 0 – 5 \| Ulsan Hyundai \| \| 24 de abril de 2022 \| Sultan Ibrahim (Johor Bahru, Malasia) \| Johor Darul Takzim \| 0 – 5 \| Kawasaki Frontale \| \| 27 de abril de 2022 \| Tan Sri Dato Haji Hassan Yunos (Johor Bahru, Malasia) \| Ulsan Hyundai \| 3 – 2 \| Kawasaki Frontale \| \| 27 de abril de 2022 \| Sultan Ibrahim (Johor Bahru, Malasia) \| Guangzhou \| 0 – 2 \| Johor Darul Takzim \| \| 30 de abril de 2022 \| Tan Sri Dato Haji Hassan Yunos (Johor Bahru, Malasia) \| Kawasaki Frontale \| 1 – 0 \| Guangzhou \| \| 30 de abril de 2022 \| Sultan Ibrahim (Johor Bahru, Malasia) \| Johor Darul Takzim \| 2 – 1 \| Ulsan Hyundai \| |                                                       |                    |           |                    |
| Fecha | Estadio (Ciudad)                                      | Local              | Resultado | Visitante          |
| 15 de abril de 2022 | Tan Sri Dato Haji Hassan Yunos (Johor Bahru, Malasia) | Kawasaki Frontale  | 1 – 1     | Ulsan Hyundai      |
| 15 de abril de 2022 | Sultan Ibrahim (Johor Bahru, Malasia)                 | Johor Darul Takzim | 5 – 0     | Guangzhou          |
| 18 de abril de 2022 | Tan Sri Dato Haji Hassan Yunos (Johor Bahru, Malasia) | Guangzhou          | 0 – 8     | Kawasaki Frontale  |
| 18 de abril de 2022 | Sultan Ibrahim (Johor Bahru, Malasia)                 | Ulsan Hyundai      | 1 – 2     | Johor Darul Takzim |
| 21 de abril de 2022 | Tan Sri Dato Haji Hassan Yunos (Johor Bahru, Malasia) | Ulsan Hyundai      | 3 – 0     | Guangzhou          |
| 21 de abril de 2022 | Sultan Ibrahim (Johor Bahru, Malasia)                 | Kawasaki Frontale  | 0 – 0     | Johor Darul Takzim |
| 24 de abril de 2022 | Tan Sri Dato Haji Hassan Yunos (Johor Bahru, Malasia) | Guangzhou          | 0 – 5     | Ulsan Hyundai      |
| 24 de abril de 2022 | Sultan Ibrahim (Johor Bahru, Malasia)                 | Johor Darul Takzim | 0 – 5     | Kawasaki Frontale  |
| 27 de abril de 2022 | Tan Sri Dato Haji Hassan Yunos (Johor Bahru, Malasia) | Ulsan Hyundai      | 3 – 2     | Kawasaki Frontale  |
| 27 de abril de 2022 | Sultan Ibrahim (Johor Bahru, Malasia)                 | Guangzhou          | 0 – 2     | Johor Darul Takzim |
| 30 de abril de 2022 | Tan Sri Dato Haji Hassan Yunos (Johor Bahru, Malasia) | Kawasaki Frontale  | 1 – 0     | Guangzhou          |
| 30 de abril de 2022 | Sultan Ibrahim (Johor Bahru, Malasia)                 | Johor Darul Takzim | 2 – 1     | Ulsan Hyundai      |

### Grupo J
| Pos. | Equipo           | Pts. | PJ | G | E | P | GF | GC | Dif. | Clasificación    |  | VIS | KIT | CHU | SHP |
| ---- | ---------------- | ---- | -- | - | - | - | -- | -- | ---- | ---------------- |  | --- | --- | --- | --- |
| 1    | Vissel Kobe      | 8    | 4  | 2 | 2 | 0 | 10 | 3  | +7   | Octavos de final |  | —   | 2–1 | 6–0 | —   |
| 2    | Kitchee          | 7    | 4  | 2 | 1 | 1 | 7  | 6  | +1   | Octavos de final |  | 2–2 | —   | 1–0 | —   |
| 3    | Chiangrai United | 1    | 4  | 0 | 1 | 3 | 2  | 10 | −8   |                  |  | 0–0 | 2–3 | —   | —   |
| 4    | Shanghái Port    | 0    | 0  | 0 | 0 | 0 | 0  | 0  | 0    | Retirado         |  | —   | —   | —   | —   |

 Fuente: AFC
| \| Fecha \| Estadio (Ciudad) \| Local \| Resultado \| Visitante \| \| ------------------- \| --------------------------------- \| ---------------- \| --------- \| ---------------- \| \| 16 de abril de 2022 \| Khao Kradong (Buriram, Tailandia) \| Kitchee \| 1 – 0 \| Chiangrai United \| \| Cancelado \| \| Shanghái Port \| – \| Vissel Kobe \| \| 19 de abril de 2022 \| Khao Kradong (Buriram, Tailandia) \| Vissel Kobe \| 2 – 1 \| Kitchee \| \| Cancelado \| \| Chiangrai United \| – \| Shanghái Port \| \| 22 de abril de 2022 \| Chang Arena (Buriram, Tailandia) \| Vissel Kobe \| 6 – 0 \| Chiangrai United \| \| Cancelado \| \| Shanghái Port \| – \| Kitchee \| \| 25 de abril de 2022 \| Chang Arena (Buriram, Tailandia) \| Chiangrai United \| 0 – 0 \| Vissel Kobe \| \| Cancelado \| \| Kitchee \| – \| Shanghái Port \| \| 28 de abril de 2022 \| Chang Arena (Buriram, Tailandia) \| Chiangrai United \| 2 – 3 \| Kitchee \| \| Cancelado \| \| Vissel Kobe \| – \| Shanghái Port \| \| 1 de mayo de 2022 \| Chang Arena (Buriram, Tailandia) \| Kitchee \| 2 – 2 \| Vissel Kobe \| \| Cancelado \| \| Shanghái Port \| – \| Chiangrai United \| |                                   |                  |           |                  |
| Fecha | Estadio (Ciudad)                  | Local            | Resultado | Visitante        |
| 16 de abril de 2022 | Khao Kradong (Buriram, Tailandia) | Kitchee          | 1 – 0     | Chiangrai United |
| Cancelado |                                   | Shanghái Port    | –         | Vissel Kobe      |
| 19 de abril de 2022 | Khao Kradong (Buriram, Tailandia) | Vissel Kobe      | 2 – 1     | Kitchee          |
| Cancelado |                                   | Chiangrai United | –         | Shanghái Port    |
| 22 de abril de 2022 | Chang Arena (Buriram, Tailandia)  | Vissel Kobe      | 6 – 0     | Chiangrai United |
| Cancelado |                                   | Shanghái Port    | –         | Kitchee          |
| 25 de abril de 2022 | Chang Arena (Buriram, Tailandia)  | Chiangrai United | 0 – 0     | Vissel Kobe      |
| Cancelado |                                   | Kitchee          | –         | Shanghái Port    |
| 28 de abril de 2022 | Chang Arena (Buriram, Tailandia)  | Chiangrai United | 2 – 3     | Kitchee          |
| Cancelado |                                   | Vissel Kobe      | –         | Shanghái Port    |
| 1 de mayo de 2022 | Chang Arena (Buriram, Tailandia)  | Kitchee          | 2 – 2     | Vissel Kobe      |
| Cancelado |                                   | Shanghái Port    | –         | Chiangrai United |

### Mejores segundos
Por cada zona (cinco grupos cada una) pasaron a los Octavos de final los tres mejores segundos, en total fueron seis equipos que avanzaron por este medio.
Zona Oeste
| Pos. | Grp. | Equipo         | Pts. | PJ | G | E | P | GF | GC | Dif. | Clasificación    |
| ---- | ---- | -------------- | ---- | -- | - | - | - | -- | -- | ---- | ---------------- |
| 1    | A    | Al-Rayyan      | 13   | 6  | 4 | 1 | 1 | 10 | 7  | +3   | Octavos de final |
| 2    | C    | Shabab Al-Ahli | 10   | 6  | 2 | 4 | 0 | 14 | 7  | +7   | Octavos de final |
| 3    | E    | Nasaf          | 9    | 6  | 2 | 3 | 1 | 8  | 5  | +3   | Octavos de final |
| 4    | D    | Al-Taawoun     | 7    | 6  | 2 | 1 | 3 | 13 | 12 | +1   |                  |
| 5    | B    | Mumbai City    | 7    | 6  | 2 | 1 | 3 | 3  | 11 | −8   |                  |

 Fuente: AFC
Criterios de clasificación: 1) Puntos; 2) Diferencia de gol; 3) Goles anotados; 4) Puntos disciplinarios; 5) Sorteo.
Zona Este
Debido a que el Grupo J tuvo tres integrantes, los resultados contra los últimos equipos de los grupos F al I no se consideraron para la tabla de mejores segundos.
| Pos. | Grp. | Equipo                 | Pts. | PJ | G | E | P | GF | GC | Dif. | Clasificación    |
| ---- | ---- | ---------------------- | ---- | -- | - | - | - | -- | -- | ---- | ---------------- |
| 1    | H    | Jeonbuk Hyundai Motors | 8    | 4  | 2 | 2 | 0 | 4  | 2  | +2   | Octavos de final |
| 2    | F    | Urawa Red Diamonds     | 7    | 4  | 2 | 1 | 1 | 10 | 2  | +8   | Octavos de final |
| 3    | J    | Kitchee                | 7    | 4  | 2 | 1 | 1 | 7  | 6  | +1   | Octavos de final |
| 4    | G    | Melbourne City         | 6    | 4  | 1 | 3 | 0 | 4  | 3  | +1   |                  |
| 5    | I    | Kawasaki Frontale      | 5    | 4  | 1 | 2 | 1 | 8  | 4  | +4   |                  |

 Fuente: AFC
Criterios de clasificación: 1) Puntos; 2) Diferencia de gol; 3) Goles anotados; 4) Puntos disciplinarios; 5) Sorteo.

## Fase eliminatoria
Los Octavos de final se jugaron a partido único, y los enfrentamientos se decidieron en base a la siguiente tabla en función de los subcampeones de grupo que se clasificaron. Si un ganador de grupo jugaba con un subcampeón de grupo, el ganador de grupo era el anfitrión del partido. Si dos ganadores de grupo se enfrentaban, el ganador de grupo marcado con * era el anfitrión del partido.
     – Combinación que se dio en esta edición.
| Clasificado | 1A vs. | 1B vs. | 1C vs. | 1D vs. | 1E vs. |
| ----------- | ------ | ------ | ------ | ------ | ------ |
| 2A/2B/2C    | 1B*    | 1A     | 2A     | 2B     | 2C     |
| 2A/2B/2D    | 1D     | 2D     | 2A     | 1A*    | 2B     |
| 2A/2B/2E    | 1E     | 2E     | 2A     | 2B     | 1A*    |
| 2A/2C/2D    | 1C*    | 2D     | 1A     | 2A     | 2C     |
| 2A/2C/2E    | 2C     | 2E     | 1E*    | 2A     | 1C     |
| 2A/2D/2E    | 2D     | 2E     | 2A     | 1E*    | 1D     |
| 2B/2C/2D    | 2D     | 1C*    | 1B     | 2B     | 2C     |
| 2B/2C/2E    | 2C     | 1E     | 2E     | 2B     | 1B*    |
| 2B/2D/2E    | 2D     | 1D*    | 2E     | 1B     | 2B     |
| 2C/2D/2E    | 2D     | 2E     | 1D*    | 1C     | 2C     |

| Clasificado | 1F vs. | 1G vs. | 1H vs. | 1I vs. | 1J vs. |
| ----------- | ------ | ------ | ------ | ------ | ------ |
| 2F/2G/2H    | 1G*    | 1F     | 2F     | 2G     | 2H     |
| 2F/2G/2I    | 1I     | 2I     | 2F     | 1F*    | 2G     |
| 2F/2G/2J    | 1J     | 2J     | 2F     | 2G     | 1F*    |
| 2F/2H/2I    | 1H*    | 2I     | 1F     | 2F     | 2H     |
| 2F/2H/2J    | 2H     | 2J     | 1J*    | 2F     | 1H     |
| 2F/2I/2J    | 2I     | 2J     | 2F     | 1J*    | 1I     |
| 2G/2H/2I    | 2I     | 1H*    | 1G     | 2G     | 2H     |
| 2G/2H/2J    | 2H     | 1J     | 2J     | 2G     | 1G*    |
| 2G/2I/2J    | 2I     | 1I*    | 2J     | 1G     | 2G     |
| 2H/2I/2J    | 2I     | 2J     | 1I*    | 1H     | 2H     |

- Los Cuartos de final se jugaron a partido único en canchas previamente establecidas, los enfrentamientos y el equipo que hizo las veces de local por motivos administrativos se decidió por calendario.
- Las Semifinales se jugaron a partido único en canchas previamente establecidas, los enfrentamientos y el equipo que hizo las veces de local por motivos administrativos se decidió por calendario.
- La Final se jugó a partidos de ida y vuelta. El orden de los partidos se determinó en base a la rotación, con el partido de vuelta organizado por el equipo de la Zona Este, como en el caso de los años pares (Reglamento 9.1.2).

### Equipos clasificados
| Grupo      | Primeros            | Mejores segundos       |
| Zona Oeste | Zona Oeste          | Zona Oeste             |
| ---------- | ------------------- | ---------------------- |
| A          | Al-Hilal Saudí      | Al-Rayyan              |
| B          | Al-Shabab           | —                      |
| C          | Foolad              | Shabab Al-Ahli         |
| D          | Al-Duhail           | —                      |
| E          | Al-Faisaly          | Nasaf                  |
| Zona Este  |                     |                        |
| F          | Daegu               | Urawa Red Diamonds     |
| G          | BG Pathum United    | —                      |
| H          | Yokohama F. Marinos | Jeonbuk Hyundai Motors |
| I          | Johor Darul Takzim  | —                      |
| J          | Vissel Kobe         | Kitchee                |

### Cuadro de desarrollo
|  | Octavos de final                                                    | Octavos de final                                                    | Octavos de final                                                    |                                |                    | Cuartos de final                                          | Cuartos de final                                          | Cuartos de final                                          |  |                        | Semifinales                                               | Semifinales                                               | Semifinales                                               |  |                | Final                                                | Final                                                | Final                                                | Final                                                | Final                                                |  |
|  | 18 y 19 de agosto de 2022 (Este) 19 y 20 de febrero de 2023 (Oeste) | 18 y 19 de agosto de 2022 (Este) 19 y 20 de febrero de 2023 (Oeste) | 18 y 19 de agosto de 2022 (Este) 19 y 20 de febrero de 2023 (Oeste) |                                |                    | 22 de agosto de 2022 (Este) 23 de febrero de 2023 (Oeste) | 22 de agosto de 2022 (Este) 23 de febrero de 2023 (Oeste) | 22 de agosto de 2022 (Este) 23 de febrero de 2023 (Oeste) |  |                        | 25 de agosto de 2022 (Este) 26 de febrero de 2023 (Oeste) | 25 de agosto de 2022 (Este) 26 de febrero de 2023 (Oeste) | 25 de agosto de 2022 (Este) 26 de febrero de 2023 (Oeste) |  |                | 29 de abril de 2023 (ida) 6 de mayo de 2023 (vuelta) | 29 de abril de 2023 (ida) 6 de mayo de 2023 (vuelta) | 29 de abril de 2023 (ida) 6 de mayo de 2023 (vuelta) | 29 de abril de 2023 (ida) 6 de mayo de 2023 (vuelta) | 29 de abril de 2023 (ida) 6 de mayo de 2023 (vuelta) |  |
|  |                                                                     |                                                                     |                                                                     |                                |                    |                                                           |                                                           |                                                           |  |                        |                                                           |                                                           |                                                           |  |                |                                                      |                                                      |                                                      |                                                      |                                                      |  |
|  |                                                                     |                                                                     |                                                                     |                                |                    |                                                           |                                                           |                                                           |  |                        |                                                           |                                                           |                                                           |  |                |                                                      |                                                      |                                                      |                                                      |                                                      |  |
|  | Al-Duhail                                                           | Al-Duhail                                                           | 1 (7)                                                               |                                |                    |                                                           |                                                           |                                                           |  |                        |                                                           |                                                           |                                                           |  |                |                                                      |                                                      |                                                      |                                                      |                                                      |  |
|  | Al-Duhail                                                           | Al-Duhail                                                           | 1 (7)                                                               |                                |                    |                                                           |                                                           |                                                           |  |                        |                                                           |                                                           |                                                           |  |                |                                                      |                                                      |                                                      |                                                      |                                                      |  |
|  | Al-Rayyan                                                           | Al-Rayyan                                                           | 1 (6)                                                               |                                |                    |                                                           |                                                           |                                                           |  |                        |                                                           |                                                           |                                                           |  |                |                                                      |                                                      |                                                      |                                                      |                                                      |  |
|  | Al-Rayyan                                                           | Al-Rayyan                                                           | 1 (6)                                                               |                                | Al-Duhail          | Al-Duhail                                                 | 2                                                         |                                                           |  |                        |                                                           |                                                           |                                                           |  |                |                                                      |                                                      |                                                      |                                                      |                                                      |  |
|  |                                                                     |                                                                     |                                                                     |                                | Al-Duhail          | Al-Duhail                                                 | 2                                                         |                                                           |  |                        |                                                           |                                                           |                                                           |  |                |                                                      |                                                      |                                                      |                                                      |                                                      |  |
|  |                                                                     |                                                                     | Al-Shabab                                                           | Al-Shabab                      | 1                  |                                                           |                                                           |                                                           |  |                        |                                                           |                                                           |                                                           |  |                |                                                      |                                                      |                                                      |                                                      |                                                      |  |
|  | Al-Shabab                                                           | Al-Shabab                                                           | Al-Shabab                                                           | Al-Shabab                      | 1                  | 2                                                         |                                                           |                                                           |  |                        |                                                           |                                                           |                                                           |  |                |                                                      |                                                      |                                                      |                                                      |                                                      |  |
|  | Al-Shabab                                                           | Al-Shabab                                                           |                                                                     |                                |                    |                                                           |                                                           |                                                           |  |                        |                                                           |                                                           |                                                           |  |                |                                                      |                                                      |                                                      |                                                      |                                                      |  |
|  | Nasaf                                                               | Nasaf                                                               | 0                                                                   |                                |                    |                                                           |                                                           |                                                           |  |                        |                                                           |                                                           |                                                           |  |                |                                                      |                                                      |                                                      |                                                      |                                                      |  |
|  | Nasaf                                                               | Nasaf                                                               | 0                                                                   |                                |                    |                                                           |                                                           |                                                           |  | Al-Duhail              | Al-Duhail                                                 | 0                                                         |                                                           |  |                |                                                      |                                                      |                                                      |                                                      |                                                      |  |
|  |                                                                     |                                                                     |                                                                     |                                |                    |                                                           |                                                           |                                                           |  | Al-Duhail              | Al-Duhail                                                 | 0                                                         |                                                           |  |                |                                                      |                                                      |                                                      |                                                      |                                                      |  |
|  |                                                                     |                                                                     | Al-Hilal Saudí                                                      | Al-Hilal Saudí                 | 7                  |                                                           |                                                           |                                                           |  |                        |                                                           |                                                           |                                                           |  |                |                                                      |                                                      |                                                      |                                                      |                                                      |  |
|  | Al-Faisaly                                                          | Al-Faisaly                                                          | Al-Hilal Saudí                                                      | Al-Hilal Saudí                 | 7                  | 0                                                         |                                                           |                                                           |  |                        |                                                           |                                                           |                                                           |  |                |                                                      |                                                      |                                                      |                                                      |                                                      |  |
|  | Al-Faisaly                                                          | Al-Faisaly                                                          |                                                                     |                                |                    |                                                           |                                                           |                                                           |  |                        |                                                           |                                                           |                                                           |  |                |                                                      |                                                      |                                                      |                                                      |                                                      |  |
|  | Foolad                                                              | Foolad                                                              | 1                                                                   |                                |                    |                                                           |                                                           |                                                           |  |                        |                                                           |                                                           |                                                           |  |                |                                                      |                                                      |                                                      |                                                      |                                                      |  |
|  | Foolad                                                              | Foolad                                                              | 1                                                                   |                                | Foolad             | Foolad                                                    | 0                                                         |                                                           |  |                        |                                                           |                                                           |                                                           |  |                |                                                      |                                                      |                                                      |                                                      |                                                      |  |
|  |                                                                     |                                                                     |                                                                     |                                | Foolad             | Foolad                                                    | 0                                                         |                                                           |  |                        |                                                           |                                                           |                                                           |  |                |                                                      |                                                      |                                                      |                                                      |                                                      |  |
|  |                                                                     |                                                                     | Al-Hilal Saudí                                                      | Al-Hilal Saudí                 | 1                  |                                                           |                                                           |                                                           |  |                        |                                                           |                                                           |                                                           |  |                |                                                      |                                                      |                                                      |                                                      |                                                      |  |
|  | Al-Hilal Saudí                                                      | Al-Hilal Saudí                                                      | Al-Hilal Saudí                                                      | Al-Hilal Saudí                 | 1                  | 3                                                         |                                                           |                                                           |  |                        |                                                           |                                                           |                                                           |  |                |                                                      |                                                      |                                                      |                                                      |                                                      |  |
|  | Al-Hilal Saudí                                                      | Al-Hilal Saudí                                                      |                                                                     |                                |                    |                                                           |                                                           |                                                           |  |                        |                                                           |                                                           |                                                           |  |                |                                                      |                                                      |                                                      |                                                      |                                                      |  |
|  | Shabab Al-Ahli                                                      | Shabab Al-Ahli                                                      | 1                                                                   |                                |                    |                                                           |                                                           |                                                           |  |                        |                                                           |                                                           |                                                           |  |                |                                                      |                                                      |                                                      |                                                      |                                                      |  |
|  | Shabab Al-Ahli                                                      | Shabab Al-Ahli                                                      | 1                                                                   |                                |                    |                                                           |                                                           |                                                           |  |                        |                                                           |                                                           |                                                           |  | Al-Hilal Saudí | Al-Hilal Saudí                                       | 1                                                    | 0                                                    | 1                                                    |                                                      |  |
|  |                                                                     |                                                                     |                                                                     |                                |                    |                                                           |                                                           |                                                           |  |                        |                                                           |                                                           |                                                           |  | Al-Hilal Saudí | Al-Hilal Saudí                                       | 1                                                    | 0                                                    | 1                                                    |                                                      |  |
|  |                                                                     |                                                                     | Urawa Red Diamonds                                                  | Urawa Red Diamonds             | 1                  | 1                                                         | 2                                                         |                                                           |  |                        |                                                           |                                                           |                                                           |  |                |                                                      |                                                      |                                                      |                                                      |                                                      |  |
|  | Vissel Kobe                                                         | Vissel Kobe                                                         | Urawa Red Diamonds                                                  | Urawa Red Diamonds             | 1                  | 1                                                         | 2                                                         | 3                                                         |  |                        |                                                           |                                                           |                                                           |  |                |                                                      |                                                      |                                                      |                                                      |                                                      |  |
|  | Vissel Kobe                                                         | Vissel Kobe                                                         |                                                                     |                                |                    |                                                           |                                                           | 3                                                         |  |                        |                                                           |                                                           |                                                           |  |                |                                                      |                                                      |                                                      |                                                      |                                                      |  |
|  | Yokohama F. Marinos                                                 | Yokohama F. Marinos                                                 | 2                                                                   |                                |                    |                                                           |                                                           |                                                           |  |                        |                                                           |                                                           |                                                           |  |                |                                                      |                                                      |                                                      |                                                      |                                                      |  |
|  | Yokohama F. Marinos                                                 | Yokohama F. Marinos                                                 | 2                                                                   |                                | Vissel Kobe        | Vissel Kobe                                               | 1                                                         |                                                           |  |                        |                                                           |                                                           |                                                           |  |                |                                                      |                                                      |                                                      |                                                      |                                                      |  |
|  |                                                                     |                                                                     |                                                                     |                                | Vissel Kobe        | Vissel Kobe                                               | 1                                                         |                                                           |  |                        |                                                           |                                                           |                                                           |  |                |                                                      |                                                      |                                                      |                                                      |                                                      |  |
|  |                                                                     |                                                                     | Jeonbuk Hyundai Motors (t. s.)                                      | Jeonbuk Hyundai Motors (t. s.) | 3                  |                                                           |                                                           |                                                           |  |                        |                                                           |                                                           |                                                           |  |                |                                                      |                                                      |                                                      |                                                      |                                                      |  |
|  | Daegu                                                               | Daegu                                                               | Jeonbuk Hyundai Motors (t. s.)                                      | Jeonbuk Hyundai Motors (t. s.) | 3                  | 1                                                         |                                                           |                                                           |  |                        |                                                           |                                                           |                                                           |  |                |                                                      |                                                      |                                                      |                                                      |                                                      |  |
|  | Daegu                                                               | Daegu                                                               |                                                                     |                                |                    |                                                           |                                                           |                                                           |  |                        |                                                           |                                                           |                                                           |  |                |                                                      |                                                      |                                                      |                                                      |                                                      |  |
|  | Jeonbuk Hyundai Motors (t. s.)                                      | Jeonbuk Hyundai Motors (t. s.)                                      | 2                                                                   |                                |                    |                                                           |                                                           |                                                           |  |                        |                                                           |                                                           |                                                           |  |                |                                                      |                                                      |                                                      |                                                      |                                                      |  |
|  | Jeonbuk Hyundai Motors (t. s.)                                      | Jeonbuk Hyundai Motors (t. s.)                                      | 2                                                                   |                                |                    |                                                           |                                                           |                                                           |  | Jeonbuk Hyundai Motors | Jeonbuk Hyundai Motors                                    | 2 (1)                                                     |                                                           |  |                |                                                      |                                                      |                                                      |                                                      |                                                      |  |
|  |                                                                     |                                                                     |                                                                     |                                |                    |                                                           |                                                           |                                                           |  | Jeonbuk Hyundai Motors | Jeonbuk Hyundai Motors                                    | 2 (1)                                                     |                                                           |  |                |                                                      |                                                      |                                                      |                                                      |                                                      |  |
|  |                                                                     |                                                                     | Urawa Red Diamonds                                                  | Urawa Red Diamonds             | 2 (3)              |                                                           |                                                           |                                                           |  |                        |                                                           |                                                           |                                                           |  |                |                                                      |                                                      |                                                      |                                                      |                                                      |  |
|  | Johor Darul Takzim                                                  | Johor Darul Takzim                                                  | Urawa Red Diamonds                                                  | Urawa Red Diamonds             | 2 (3)              | 0                                                         |                                                           |                                                           |  |                        |                                                           |                                                           |                                                           |  |                |                                                      |                                                      |                                                      |                                                      |                                                      |  |
|  | Johor Darul Takzim                                                  | Johor Darul Takzim                                                  |                                                                     |                                |                    |                                                           |                                                           |                                                           |  |                        |                                                           |                                                           |                                                           |  |                |                                                      |                                                      |                                                      |                                                      |                                                      |  |
|  | Urawa Red Diamonds                                                  | Urawa Red Diamonds                                                  | 5                                                                   |                                |                    |                                                           |                                                           |                                                           |  |                        |                                                           |                                                           |                                                           |  |                |                                                      |                                                      |                                                      |                                                      |                                                      |  |
|  | Urawa Red Diamonds                                                  | Urawa Red Diamonds                                                  | 5                                                                   |                                | Urawa Red Diamonds | Urawa Red Diamonds                                        | 4                                                         |                                                           |  |                        |                                                           |                                                           |                                                           |  |                |                                                      |                                                      |                                                      |                                                      |                                                      |  |
|  |                                                                     |                                                                     |                                                                     |                                | Urawa Red Diamonds | Urawa Red Diamonds                                        | 4                                                         |                                                           |  |                        |                                                           |                                                           |                                                           |  |                |                                                      |                                                      |                                                      |                                                      |                                                      |  |
|  |                                                                     |                                                                     | BG Pathum United                                                    | BG Pathum United               | 0                  |                                                           |                                                           |                                                           |  |                        |                                                           |                                                           |                                                           |  |                |                                                      |                                                      |                                                      |                                                      |                                                      |  |
|  | BG Pathum United                                                    | BG Pathum United                                                    | BG Pathum United                                                    | BG Pathum United               | 0                  | 4                                                         |                                                           |                                                           |  |                        |                                                           |                                                           |                                                           |  |                |                                                      |                                                      |                                                      |                                                      |                                                      |  |
|  | BG Pathum United                                                    | BG Pathum United                                                    |                                                                     |                                |                    |                                                           |                                                           |                                                           |  |                        |                                                           |                                                           |                                                           |  |                |                                                      |                                                      |                                                      |                                                      |                                                      |  |
|  | Kitchee                                                             | Kitchee                                                             | 0                                                                   |                                |                    |                                                           |                                                           |                                                           |  |                        |                                                           |                                                           |                                                           |  |                |                                                      |                                                      |                                                      |                                                      |                                                      |  |
|  | Kitchee                                                             | Kitchee                                                             | 0                                                                   |                                |                    |                                                           |                                                           |                                                           |  |                        |                                                           |                                                           |                                                           |  |                |                                                      |                                                      |                                                      |                                                      |                                                      |  |
|  |                                                                     |                                                                     |                                                                     |                                |                    |                                                           |                                                           |                                                           |  |                        |                                                           |                                                           |                                                           |  |                |                                                      |                                                      |                                                      |                                                      |                                                      |  |

- Nota: En la ronda de Octavos de final, Cuartos de final y Semifinales se jugó en sede neutral. La Final fue a doble partido, con el partido de vuelta jugándose en la zona Este (criterio de rotación).

### Octavos de final
- Zona Oeste

Al-Duhail – Al-Rayyan
| 19 de febrero de 2023 | Al-Duhail                                                                | 1:1 (0:0, 0:0) (t. s.)(7:6 p.) | Al-Rayyan                                                     | Estadio Al Thumama, Doha, Catar                       |                                                       |
| 18:00 (UTC+3)         | Muntari 107'                                                             | Reporte                        | N'Zonzi 120+3'                                                | Asistencia: 700 espectadores Árbitro(s): Yusuke Araki | Asistencia: 700 espectadores Árbitro(s): Yusuke Araki |
|                       |                                                                          | Tiros desde el punto penal     |                                                               |                                                       |                                                       |
|                       | Edmilson · Olunga · Nam Tae-hee · Muntari · Mohammed · Al-Rawi · Boudiaf |                                | Vargas · Boli · N'Zonzi · Taniguchi · Masoud · Tombari · Awad |                                                       |                                                       |

Al-Shabab – Nasaf
| 19 de febrero de 2023 | Al-Shabab                   | 2:0 (1:0) | Nasaf | Estadio Al Janoub, Al Wakrah, Catar                      |                                                          |
| 21:00 (UTC+3)         | Al-Qahtani 12' · Banega 54' | Reporte   |       | Asistencia: 700 espectadores Árbitro(s): Adham Makhadmeh | Asistencia: 700 espectadores Árbitro(s): Adham Makhadmeh |

Al-Faisaly – Foolad
| 20 de febrero de 2023 | Al-Faisaly | 0:1 (0:0) | Foolad     | Estadio Al Thumama, Doha, Catar                       |                                                       |
| 18:00 (UTC+3)         |            | Reporte   | Ansari 64' | Asistencia: 632 espectadores Árbitro(s): Ahmed Al-Kaf | Asistencia: 632 espectadores Árbitro(s): Ahmed Al-Kaf |

Al-Hilal Saudí – Shabab Al-Ahli
| 20 de febrero de 2023 | Al-Hilal Saudí                              | 3:1 (1:0) | Shabab Al-Ahli | Estadio Al Janoub, Al Wakrah, Catar               |                                                   |
| 21:00 (UTC+3)         | Ighalo 17' · Jang Hyun-soo 73' · Vietto 79' | Reporte   | Kharbin 86'    | Asistencia: 7825 espectadores Árbitro(s): Fu Ming | Asistencia: 7825 espectadores Árbitro(s): Fu Ming |

- Zona Este

Daegu – Jeonbuk Hyundai Motors
| 18 de agosto de 2022 | Daegu    | 1:2 (1:1, 0:0) (t. s.) | Jeonbuk Hyundai Motors                | Estadio Urawa Komaba, Saitama, Japón                      |                                                           |
| 17:00 (UTC+9)        | Zeca 56' | Reporte                | Song Min-kyu 46' · Kim Jin-gyu 120+1' | Asistencia: 463 espectadores Árbitro(s): Mohammed Abdulla | Asistencia: 463 espectadores Árbitro(s): Mohammed Abdulla |

Vissel Kobe – Yokohama F. Marinos
| 18 de agosto de 2022 | Vissel Kobe                           | 3:2 (2:1) | Yokohama F. Marinos      | Estadio Saitama 2002, Saitama, Japón                        |                                                             |
| 20:00 (UTC+9)        | Iino 7' · Sasaki 31' (pen.) · Oda 80' | Reporte   | Nishimura 9' · Lopes 89' | Asistencia: 11 528 espectadores Árbitro(s): Alireza Faghani | Asistencia: 11 528 espectadores Árbitro(s): Alireza Faghani |

BG Pathum United – Kitchee
| 19 de agosto de 2022 | BG Pathum United                                             | 4:0 (2:0) | Kitchee | Estadio Urawa Komaba, Saitama, Japón                     |                                                          |
| 17:00 (UTC+9)        | Kanitsribampen 34' · Ikhsan 39' · Dangda 68' · Thongkiri 87' | Reporte   |         | Asistencia: 258 espectadores Árbitro(s): Adham Makhadmeh | Asistencia: 258 espectadores Árbitro(s): Adham Makhadmeh |

Johor Darul Takzim – Urawa Red Diamonds
| 19 de agosto de 2022 | Johor Darul Takzim | 0:5 (0:3) | Urawa Red Diamonds                                       | Estadio Saitama 2002, Saitama, Japón                          |                                                               |
| 20:00 (UTC+9)        |                    | Reporte   | Scholz 8' (pen.) · Karlsson 19', 39' · Junker 84', 90+1' | Asistencia: 20 691 espectadores Árbitro(s): Christopher Beath | Asistencia: 20 691 espectadores Árbitro(s): Christopher Beath |

### Cuartos de final
- Zona Oeste

Al-Duhail – Al-Shabab
| 23 de febrero de 2023 | Al-Duhail       | 2:1 (0:0) | Al-Shabab       | Estadio Al Thumama, Doha, Catar                                |                                                                |
| 18:00 (UTC+3)         | Olunga 77', 85' | Reporte   | Al-Rubaie 90+3' | Asistencia: 7138 espectadores Árbitro(s): Mohanad Qasim Sarray | Asistencia: 7138 espectadores Árbitro(s): Mohanad Qasim Sarray |

Foolad – Al-Hilal Saudí
| 23 de febrero de 2023 | Foolad | 0:1 (0:0) | Al-Hilal Saudí | Estadio Al Janoub, Al Wakrah, Catar                         |                                                             |
| 21:00 (UTC+3)         |        | Reporte   | Marega 87'     | Asistencia: 14 173 espectadores Árbitro(s): Hiroyuki Kimura | Asistencia: 14 173 espectadores Árbitro(s): Hiroyuki Kimura |

- Zona Este

Vissel Kobe – Jeonbuk Hyundai Motors
| 22 de agosto de 2022 | Vissel Kobe | 1:3 (1:1, 0:0) (t. s.) | Jeonbuk Hyundai Motors                           | Estadio Saitama 2002, Saitama, Japón                            |                                                                 |
| 16:00 (UTC+9)        | Yuruki 64'  | Reporte                | Barrow 66' · Gustavo 104' · Moon Seon-min 120+2' | Asistencia: 7861 espectadores Árbitro(s): Abdulrahman Al-Jassim | Asistencia: 7861 espectadores Árbitro(s): Abdulrahman Al-Jassim |

Urawa Red Diamonds – BG Pathum United
| 22 de agosto de 2022 | Urawa Red Diamonds                                     | 4:0 (2:0) | BG Pathum United | Estadio Saitama 2002, Saitama, Japón                           |                                                                |
| 20:00 (UTC+9)        | Karlsson 32' · Iwanami 42' · Koizumi 65' · Akimoto 72' | Reporte   |                  | Asistencia: 16 210 espectadores Árbitro(s): Mohammed Al-Hoaish | Asistencia: 16 210 espectadores Árbitro(s): Mohammed Al-Hoaish |

### Semifinales
- Zona Oeste

Al-Duhail – Al-Hilal Saudí
| 26 de febrero de 2023 | Al-Duhail | 0:7 (0:5) | Al-Hilal Saudí                                                 | Estadio Al Thumama, Doha, Catar                          |                                                          |
| 18:00 (UTC+3)         |           | Reporte   | Ighalo 2', 10', 48', 62' · Marega 14', 27' · S. Al-Dawsari 38' | Asistencia: 16 320 espectadores Árbitro(s): Ko Hyung-jin | Asistencia: 16 320 espectadores Árbitro(s): Ko Hyung-jin |

- Zona Este

Jeonbuk Hyundai Motors – Urawa Red Diamonds
| 25 de agosto de 2022 | Jeonbuk Hyundai Motors                                   | 2:2 (1:1, 0:1) (t. s.)(1:3 p.) | Urawa Red Diamonds                 | Estadio Saitama 2002, Saitama, Japón                        |                                                             |
| 19:30 (UTC+9)        | Paik Seung-ho 55' (pen.) · Han Kyo-won 116'              | Reporte                        | Matsuo 11' · Junker 120'           | Asistencia: 23 277 espectadores Árbitro(s): Alireza Faghani | Asistencia: 23 277 espectadores Árbitro(s): Alireza Faghani |
|                      |                                                          | Tiros desde el punto penal     |                                    |                                                             |                                                             |
|                      | Kim Bo-kyung · Lee Seung-gi · Park Jin-seob · Kim Jin-su |                                | Scholz · Junker · Karlsson · Esaka |                                                             |                                                             |

### Final
Urawa Red Diamonds – Al-Hilal Saudí
| Ida; 29 de abril de 2023 | Al-Hilal Saudí    | 1:1 (1:0) | Urawa Red Diamonds | Estadio Rey Fahd, Riad                                   |                                                          |
| 20:30 (UTC+3)            | S. Al-Dawsari 13' | Reporte   | Kōroki 53'         | Asistencia: 50 881 espectadores Árbitro(s): Ahmed Al-Kaf | Asistencia: 50 881 espectadores Árbitro(s): Ahmed Al-Kaf |

| Vuelta; 6 de mayo de 2023 | Urawa Red Diamonds  | 1:0 (0:0) (Global 2:1) | Al-Hilal Saudí | Estadio Saitama 2002, Saitama                       |                                                     |
| 18:00 (UTC+9)             | Carrillo 48' (a.g.) | Reporte                |                | Asistencia: 53 374 espectadores Árbitro(s): Ma Ning | Asistencia: 53 374 espectadores Árbitro(s): Ma Ning |

#### Ida
| 1          | Guardameta     | Abdullah Al-Mayouf |     |
| 2          | Defensa        | Mohammed Al-Breik  | 83' |
| 20         | Defensa        | Jang Hyun-soo      |     |
| 5          | Defensa        | Ali Al-Bulaihi     |     |
| 66         | Defensa        | Saud Abdulhamid    |     |
| 7          | Centrocampista | Salman Al-Faraj    |     |
| 28         | Centrocampista | Mohamed Kanno      | 75' |
| 29         | Centrocampista | Salem Al-Dawsari   |     |
| 96         | Delantero      | Michael            |     |
| 9          | Delantero      | Odion Ighalo       |     |
| 17         | Delantero      | Moussa Marega      |     |
| Entrenador | Entrenador     | Ramón Díaz         |     |

| 1          | Guardameta     | Shūsaku Nishikawa |     |
| 2          | Defensa        | Hiroki Sakai      | 81' |
| 28         | Defensa        | Alexander Scholz  |     |
| 5          | Defensa        | Marius Høibråten  |     |
| 15         | Defensa        | Takahiro Akimoto  |     |
| 3          | Centrocampista | Atsuki Ito        | 85' |
| 19         | Centrocampista | Ken Iwao          |     |
| 21         | Centrocampista | Tomoaki Okubo     | 81' |
| 8          | Centrocampista | Yoshio Koizumi    | 67' |
| 14         | Centrocampista | Takahiro Sekine   |     |
| 30         | Delantero      | Shinzō Kōroki     | 67' |
| Entrenador | Entrenador     | Maciej Skorża     |     |

| 8  | Centrocampista | Abdullah Otayf | 75' |
| 88 | Defensa        | Hamad Al-Yami  | 83' |

| 99 | Delantero      | José Kanté      | 67' |
| 40 | Centrocampista | Yuichi Hirano   | 67' |
| 77 | Defensa        | Takuya Ogiwara  | 81' |
| 46 | Centrocampista | Jumpei Hayakawa | 81' |
| 22 | Centrocampista | Kai Shibato     | 85' |

| Anotado | 13' | Salem Al-Dawsari | 1–0 |

| Anotado | 53' | Shinzō Kōroki | 1–1 |

| Amonestado | 85' | Atsuki Ito |
| Amonestado | 86' | Ken Iwao   |

| Expulsado | 86' | Salem Al-Dawsari |

| Árbitro             | Ahmed Al-Kaf      |
| Árbitros asistentes | Abu Bakar Al-Amri |
| Árbitros asistentes | Rashid Al-Ghaithi |
| Cuarto árbitro      | Adel Al-Naqbi     |
| VAR                 | [[]]              |
| Adicional VAR       | Bandera de ?      |

| 1          | Guardameta     | Abdullah Al-Mayouf |     |
| 2          | Defensa        | Mohammed Al-Breik  | 83' |
| 20         | Defensa        | Jang Hyun-soo      |     |
| 5          | Defensa        | Ali Al-Bulaihi     |     |
| 66         | Defensa        | Saud Abdulhamid    |     |
| 7          | Centrocampista | Salman Al-Faraj    |     |
| 28         | Centrocampista | Mohamed Kanno      | 75' |
| 29         | Centrocampista | Salem Al-Dawsari   |     |
| 96         | Delantero      | Michael            |     |
| 9          | Delantero      | Odion Ighalo       |     |
| 17         | Delantero      | Moussa Marega      |     |
| Entrenador | Entrenador     | Ramón Díaz         |     |

| 1          | Guardameta     | Shūsaku Nishikawa |     |
| 2          | Defensa        | Hiroki Sakai      | 81' |
| 28         | Defensa        | Alexander Scholz  |     |
| 5          | Defensa        | Marius Høibråten  |     |
| 15         | Defensa        | Takahiro Akimoto  |     |
| 3          | Centrocampista | Atsuki Ito        | 85' |
| 19         | Centrocampista | Ken Iwao          |     |
| 21         | Centrocampista | Tomoaki Okubo     | 81' |
| 8          | Centrocampista | Yoshio Koizumi    | 67' |
| 14         | Centrocampista | Takahiro Sekine   |     |
| 30         | Delantero      | Shinzō Kōroki     | 67' |
| Entrenador | Entrenador     | Maciej Skorża     |     |

| 8  | Centrocampista | Abdullah Otayf | 75' |
| 88 | Defensa        | Hamad Al-Yami  | 83' |

| 99 | Delantero      | José Kanté      | 67' |
| 40 | Centrocampista | Yuichi Hirano   | 67' |
| 77 | Defensa        | Takuya Ogiwara  | 81' |
| 46 | Centrocampista | Jumpei Hayakawa | 81' |
| 22 | Centrocampista | Kai Shibato     | 85' |

| Anotado | 13' | Salem Al-Dawsari | 1–0 |

| Anotado | 53' | Shinzō Kōroki | 1–1 |

| Amonestado | 85' | Atsuki Ito |
| Amonestado | 86' | Ken Iwao   |

| Expulsado | 86' | Salem Al-Dawsari |

| Árbitro             | Ahmed Al-Kaf      |
| Árbitros asistentes | Abu Bakar Al-Amri |
| Árbitros asistentes | Rashid Al-Ghaithi |
| Cuarto árbitro      | Adel Al-Naqbi     |
| VAR                 | [[]]              |
| Adicional VAR       | Bandera de ?      |

#### Vuelta
| 1          | Guardameta     | Shūsaku Nishikawa |     |
| 2          | Defensa        | Hiroki Sakai      | 81' |
| 28         | Defensa        | Alexander Scholz  |     |
| 5          | Defensa        | Marius Høibråten  |     |
| 15         | Defensa        | Takahiro Akimoto  |     |
| 3          | Centrocampista | Atsuki Ito        | 86' |
| 19         | Centrocampista | Ken Iwao          |     |
| 21         | Centrocampista | Tomoaki Okubo     |     |
| 8          | Centrocampista | Yoshio Koizumi    | 72' |
| 14         | Centrocampista | Takahiro Sekine   | 86' |
| 30         | Delantero      | Shinzō Kōroki     | 72' |
| Entrenador | Entrenador     | Maciej Skorża     |     |

| 1          | Guardameta     | Abdullah Al-Mayouf |     |
| 2          | Defensa        | Mohammed Al-Breik  | 80' |
| 20         | Defensa        | Jang Hyun-soo      |     |
| 5          | Defensa        | Ali Al-Bulaihi     |     |
| 66         | Defensa        | Saud Abdulhamid    |     |
| 19         | Centrocampista | André Carrillo     |     |
| 8          | Centrocampista | Abdullah Otayf     | 68' |
| 28         | Centrocampista | Mohamed Kanno      | 87' |
| 96         | Delantero      | Michael            |     |
| 9          | Delantero      | Odion Ighalo       |     |
| 14         | Delantero      | Abdullah Al-Hamdan | 68' |
| Entrenador | Entrenador     | Ramón Díaz         |     |

| 99 | Delantero      | José Kanté     | 72' |
| 25 | Centrocampista | Kaito Yasui    | 72' |
| 22 | Centrocampista | Kai Shibato    | 86' |
| 77 | Defensa        | Takuya Ogiwara | 86' |

| 11 | Delantero      | Saleh Al-Shehri   | 68' |
| 16 | Centrocampista | Nasser Al-Dawsari | 68' |
| 88 | Defensa        | Hamad Al-Yami     | 80' |
| 43 | Centrocampista | Musab Al-Juwayr   | 87' |

| Anotado · Autogol | 48' | André Carrillo | 1–0 |

| Amonestado | 36' | Tomoaki Okubo |

| Amonestado | 88' | Ali Al-Bulaihi |

| Árbitro             | Ma Ning        |
| Árbitros asistentes | Zhou Fei       |
| Árbitros asistentes | Zhang Cheng    |
| Cuarto árbitro      | Kim Jong-hyeok |

| 1          | Guardameta     | Shūsaku Nishikawa |     |
| 2          | Defensa        | Hiroki Sakai      | 81' |
| 28         | Defensa        | Alexander Scholz  |     |
| 5          | Defensa        | Marius Høibråten  |     |
| 15         | Defensa        | Takahiro Akimoto  |     |
| 3          | Centrocampista | Atsuki Ito        | 86' |
| 19         | Centrocampista | Ken Iwao          |     |
| 21         | Centrocampista | Tomoaki Okubo     |     |
| 8          | Centrocampista | Yoshio Koizumi    | 72' |
| 14         | Centrocampista | Takahiro Sekine   | 86' |
| 30         | Delantero      | Shinzō Kōroki     | 72' |
| Entrenador | Entrenador     | Maciej Skorża     |     |

| 1          | Guardameta     | Abdullah Al-Mayouf |     |
| 2          | Defensa        | Mohammed Al-Breik  | 80' |
| 20         | Defensa        | Jang Hyun-soo      |     |
| 5          | Defensa        | Ali Al-Bulaihi     |     |
| 66         | Defensa        | Saud Abdulhamid    |     |
| 19         | Centrocampista | André Carrillo     |     |
| 8          | Centrocampista | Abdullah Otayf     | 68' |
| 28         | Centrocampista | Mohamed Kanno      | 87' |
| 96         | Delantero      | Michael            |     |
| 9          | Delantero      | Odion Ighalo       |     |
| 14         | Delantero      | Abdullah Al-Hamdan | 68' |
| Entrenador | Entrenador     | Ramón Díaz         |     |

| 99 | Delantero      | José Kanté     | 72' |
| 25 | Centrocampista | Kaito Yasui    | 72' |
| 22 | Centrocampista | Kai Shibato    | 86' |
| 77 | Defensa        | Takuya Ogiwara | 86' |

| 11 | Delantero      | Saleh Al-Shehri   | 68' |
| 16 | Centrocampista | Nasser Al-Dawsari | 68' |
| 88 | Defensa        | Hamad Al-Yami     | 80' |
| 43 | Centrocampista | Musab Al-Juwayr   | 87' |

| Anotado · Autogol | 48' | André Carrillo | 1–0 |

| Amonestado | 36' | Tomoaki Okubo |

| Amonestado | 88' | Ali Al-Bulaihi |

| Árbitro             | Ma Ning        |
| Árbitros asistentes | Zhou Fei       |
| Árbitros asistentes | Zhang Cheng    |
| Cuarto árbitro      | Kim Jong-hyeok |

|                                        |
| Bandera de Japón                       |
| Campeón Urawa Red Diamonds 3.er título |

## Máximos goleadores
Equipo eliminado
     El jugador no está en el equipo pero el equipo sigue activo para esta ronda
| N.° | Jugador               | Equipo             | J1 | J2 | J3 | J4 | J5 | J6 | R16 | QF | SF | F1 | F2 | Total |
| --- | --------------------- | ------------------ | -- | -- | -- | -- | -- | -- | --- | -- | -- | -- | -- | ----- |
| 1   | Edmilson Junior       | Al-Duhail          | 1  |    | 3  |    | 2  | 2  |     |    |    |    |    | 8     |
| 2   | Odion Ighalo          | Al-Hilal           |    |    |    | 2  |    |    | 1   |    | 4  |    |    | 7     |
| 2   | Zeca                  | Daegu FC           | 3  |    | 1  |    | 1  | 1  | 1   |    |    |    |    | 7     |
| 4   | Bérgson               | Johor Darul Ta'zim | 3  | 1  |    |    | 2  |    |     |    |    |    |    | 6     |
| 4   | Yusuke Matsuo         | Urawa Red Diamonds | 1  |    |    |    | 2  | 2  |     |    | 1  |    |    | 6     |
| 4   | Michael Olunga        | Al-Duhail          |    | 1  |    | 1  |    | 2  |     | 2  |    |    |    | 6     |
| 7   | Federico Cartabia     | Shabab Al-Ahli     |    | 1  | 1  | 1  | 2  |    |     |    |    |    |    | 5     |
| 7   | Carlos                | Al-Shabab          |    | 2  |    | 2  | 1  |    |     |    |    |    |    | 5     |
| 7   | David Moberg Karlsson | Urawa Red Diamonds | 1  |    |    |    | 1  |    | 2   | 1  |    |    |    | 5     |
| 10  | Yohan Boli            | Al-Rayyan          | 2  |    |    |    | 1  |    |     |    |    |    |    | 4     |
| 10  | Salem Al-Dawsari      | Al-Hilal           |    |    |    | 1  | 1  |    |     |    | 1  | 1  |    | 4     |
| 10  | Yu Kobayashi          | Kawasaki Frontale  |    | 2  |    | 2  |    |    |     |    |    |    |    | 4     |
| 10  | Kasper Junker         | Urawa Red Diamonds | 1  |    |    |    |    |    | 2   |    | 1  |    |    | 4     |
| 10  | Arslanmyrat Amanow    | Ahal               |    |    |    |    | 1  | 3  |     |    |    |    |    | 4     |

Nota: Los goles marcados en las eliminatorias no se tienen en cuenta para determinar el máximo goleador (Artículo 64.4 del Reglamento).